# Asia Express: La Ruta del Dragón
Asia Express: la ruta del dragón, es la primera temporada del reality show colombiano, Asia Express, producido y transmitido por Caracol Televisión. Su presentador es Iván Lalinde y su eslogan es La ruta del dragón. Se estrenó el día 12 de enero de 2016 y finalizó el 14 de marzo de 2016.
En esta primera temporada participaron 12 parejas de colombianos y recorrieron 5000 km en 4 países, estos son; Vietnam, Laos, Camboya y Tailandia. El ganador obtendrá 700 millones de pesos colombianos.

## Producción
| El programa salió oficialmente en promoción a mediados de 2015 y se informó que se estrenará el 12 de enero de 2016, una vez finalizado las transmisiones de la segunda temporada de La Voz Kids y de la cuarta temporada del Festival Internacional del Humor. Las filmaciones del programa comenzaron en la ciudad vietnamita Hai Duong, Vietnam, luego pasaron por Laos. Después se trasladaron a Camboya y finalmente terminaron en la ciudad tailandés Bangkok, Tailandia. |

## Equipo del Programa
- Presentador: Iván Lalinde[1], se encarga de dirigir a los participantes en la ruta.[10]

## Participantes
| Participante                                   | Edad | Residencia      | Relación                | Resultado Final                  |
| ---------------------------------------------- | ---- | --------------- | ----------------------- | -------------------------------- |
| Jairo Candelo Barman.                          | 30   | Cali            | Los rebuscadores        | Ganadores de Asia Express        |
| Eliseo Espinosa Mercaderista de redes.         | 30   | Cali            | Los rebuscadores        | Ganadores de Asia Express        |
| Mario Beltrán Carpintero.                      | 61   | Medellín        | Padre/Hijo              | 2.do Lugar de Asia Express       |
| Daniel Beltrán Arquitecto.                     | 28   | Medellín        | Padre/Hijo              | 2.do Lugar de Asia Express       |
| Wilber Mena Jefe de Seguridad.                 | 40   | Quibdó          | La pareja               | 3.er Lugar de Asia Express       |
| Wbielly "Uva" Ortiz Administradora.            | 38   | Villavicencio   | La pareja               | 3.er Lugar de Asia Express       |
| Stefania García Publicista.                    | 26   | Bogotá          | La cachaca y el costeño | 9.nos Eliminados de Asia Express |
| Jaider Velasco Estudiante de actuación.        | 25   | Valledupar      | La cachaca y el costeño | 9.nos Eliminados de Asia Express |
| Javier Leonardo Sierra Diseño gráfico.         | 25   | Bucaramanga     | Los amigos              | 8.vos Eliminados de Asia Express |
| Huber Sandoval Estudiante.                     | 22   | Barranquilla    | Los amigos              | 8.vos Eliminados de Asia Express |
| Milena Díaz Granados Abogada.                  | 40   | Santa Marta     | Las novias              | 7.mas Eliminadas de Asia Express |
| Karen Dayana Alarcón Fotógrafa.                | 23   | Santa Marta     | Las novias              | 7.mas Eliminadas de Asia Express |
| Armando Palacio Agricultor.                    | 40   | Belén de Umbría | Los campesinos          | 6.tos Eliminados de Asia Express |
| Jorge Palacio Agricultor.                      | 31   | Belén de Umbría | Los campesinos          | 6.tos Eliminados de Asia Express |
| María Cecilia Cardona Asesora Espiritual.      | 60   | Pereira         | Las comadres            | 5.tas Eliminadas de Asia Express |
| Matilde Sánchez Asesora Espiritual.            | 58   | Pereira         | Las comadres            | 5.tas Eliminadas de Asia Express |
| Carlos Escobar Experto en redes.               | 42   | Pereira         | Hermanos                | 4.tos Eliminados de Asia Express |
| Lina María Escobar Desarrolladora de negocios. | 39   | Medellín        | Hermanos                | 4.tos Eliminados de Asia Express |
| Juliana Gómez Callejas Actriz.                 | 26   | Medellín        | Exnovios                | 3.ros Eliminados de Asia Express |
| Juan Esteban Berrio Modelo.                    | 26   | Copacabana      | Exnovios                | 3.ros Eliminados de Asia Express |
| Sandra Naranjo Modelo.                         | 29   | Medellín        | Las modelos             | 2.das Eliminadas de Asia Express |
| Karen Flores Modelo.                           | 24   | Bogotá          | Las modelos             | 2.das Eliminadas de Asia Express |
| Beatriz Elena Franco Comerciante.              | 55   | Barranquilla    | Madre/Hija              | 1.ras Eliminadas de Asia Express |
| Indira Cerra Franco Estudiante.                | 19   | Barranquilla    | Madre/Hija              | 1.ras Eliminadas de Asia Express |

## Ruta
En la siguiente información muestra sus ubicaciones de algunas de las importantes lugares y las ciudades por donde se recorrió la ruta del dragón:
- Ruta 1
  -  Etapa 1: Hai Duong - Ha Long  - Ninh Binh - Hanoi - Yen Bai - Đền Hùng
  -  Etapa 2: Lao Cai - Ban Pho - Ban Lao-Chai - Tam Ducing - Sa Pa - Tuam Duong - Na Phat - Mung Lay - Mung Pon - Điện Biên Phủ
- Ruta 2
  -  Etapa 3: Wat Xieng Thong - Luang Prabang - Phouvieng Noy - Houamuang Village - Vangvieng - Mathong - Wat Impeng - Vientián
  -  Etapa 4: Pak Kadding - Ban Nam Lo - Padek - Thakhek - Talad Seno - Xeno - Talag Seng - Wat Louang - Pakse - Nong Buoah Village
- Ruta 3
  -  Etapa 5: Stung Treng - Sandam Village - Jroy Sneng Krobei - Pphoum Thmey - Kampong Cham - Chamkar Andoung - The Rubber Factory - Phnom Penh
  -  Etapa 6: Wat Phnom - Kampong Chhnang - Kampong Luong - Pursat - Banteay Chhmar - Preah Nert Preah - Angkor - Prasat Bakong - Bayon Temple
- Ruta 4
  -  Etapa 7: Baan Ta Klang - Wat Sawang Srivichai - Wat Nong Waeng - Lom Sak - Ban Ba Yo - Sukhothai
  -  Etapa 8: Som Sa Mai - Khelang Nakhon - Phra Kruba - Wat Chedi Luang - Wat Phra That Lampang Luang - Somdej Prachao - Kamphaeng - Nong Baen - Wat Kiriwong
  -  Etapa 9: Wat Chai Watthanaram - Ayutthaya - Suphan Buri - Chao Pho - Wat Khao Chong - Wat Chong Lom -  Wat Sampran - Bangkok

## Posiciones

### Posiciones por etapa
| Equipo            | Posiciones | Posiciones | Posiciones | Posiciones | Posiciones | Posiciones | Posiciones | Posiciones | Posiciones | Posiciones | Posiciones | Posiciones | Posiciones | Posiciones | Posiciones | Posiciones | Posiciones | Posiciones | Posiciones | Posiciones | Posiciones | Posiciones | Posiciones | Posiciones | Posiciones | Posiciones | Posiciones | Posiciones | Posiciones | Posiciones | Posiciones | Posiciones | Posiciones | Posiciones | Posiciones | Posiciones | Posiciones | Posiciones | Posiciones | Posiciones | Posiciones | Posiciones | Posiciones | Posiciones | Posiciones |
| Equipo            | Ruta 1     | Ruta 1     | Ruta 1     | Ruta 1     | Ruta 1     | Ruta 1     | Ruta 1     | Ruta 1     | Ruta 1     | Ruta 1     | Ruta 2     | Ruta 2     | Ruta 2     | Ruta 2     | Ruta 2     | Ruta 2     | Ruta 2     | Ruta 2     | Ruta 2     | Ruta 2     | Ruta 3     | Ruta 3     | Ruta 3     | Ruta 3     | Ruta 3     | Ruta 3     | Ruta 3     | Ruta 3     | Ruta 3     | Ruta 3     | Ruta 4     | Ruta 4     | Ruta 4     | Ruta 4     | Ruta 4     | Ruta 4     | Ruta 4     | Ruta 4     | Ruta 4     | Ruta 4     | Ruta 4     | Ruta 4     | Ruta 4     | Ruta 4     | Ruta 4     |
| Equipo            | Etapa 1    | Etapa 1    | Etapa 1    | Etapa 1    | Etapa 1    | Etapa 2    | Etapa 2    | Etapa 2    | Etapa 2    | Etapa 2    | Etapa 3    | Etapa 3    | Etapa 3    | Etapa 3    | Etapa 3    | Etapa 4    | Etapa 4    | Etapa 4    | Etapa 4    | Etapa 4    | Etapa 5    | Etapa 5    | Etapa 5    | Etapa 5    | Etapa 5    | Etapa 6    | Etapa 6    | Etapa 6    | Etapa 6    | Etapa 6    | Etapa 7    | Etapa 7    | Etapa 7    | Etapa 7    | Etapa 7    | Etapa 8    | Etapa 8    | Etapa 8    | Etapa 8    | Etapa 8    | Etapa 9    | Etapa 9    | Etapa 9    | Etapa 9    | Etapa 9    |
| ----------------- | ---------- | ---------- | ---------- | ---------- | ---------- | ---------- | ---------- | ---------- | ---------- | ---------- | ---------- | ---------- | ---------- | ---------- | ---------- | ---------- | ---------- | ---------- | ---------- | ---------- | ---------- | ---------- | ---------- | ---------- | ---------- | ---------- | ---------- | ---------- | ---------- | ---------- | ---------- | ---------- | ---------- | ---------- | ---------- | ---------- | ---------- | ---------- | ---------- | ---------- | ---------- | ---------- | ---------- | ---------- | ---------- |
| Jairo y Eliseo    | 5.°        | 12.°       | 7.°        | 4.°        |            | 4.°        | 10.°       | 2.°        | 1.°        |            | 9.°        | 8.°        | 7.°        | 3.°        |            | 3.°        | 7.°        | 4.°        | 2.°        |            | 4.°        | 6.°        | 1.°        |            |            | 5.°        | 7.°        | 4.°        | 1.°        |            | 5.°        | 6.°        | 5.°        | 2.°        | 2.°        | 5.°        | 4.°        |            | 3.°        | 1.º        | 4.°        | 2.°        | 3.°        | 2.°        | 1.°        |
| Mario y Daniel    | 1.°        | 5.°        | 8.°        | 8.°        |            | 1.°        | 11.°       | 1.°        |            |            | 8.°        | 6.°        | 6.°        | 1.°        |            | 7.°        | 9.°        | 6.°        | 4.°        |            | 6.°        | 8.°        | 3.°        | 5.°        | 1.°        | 4.°        | 2.°        | 1.°        |            |            | 3.°        | 3.°        | 3.°        | 1.°        |            | 4.°        | 1.°        | 4.°        | 1.°        |            | 2.°        | 3.°        | 2.°        | 1.°        | 2.°        |
| Wilber y Uva      | 6.°        | 1.°        |            |            |            | 3.°        | 3.°        | 10.°       | 6.°        | 1.°        | 4.°        | 7.°        | 9.°        | 4.°        |            | 4.°        | 2.°        | 1          | 6.°        | 1.°        | 1.°        | 1.°        |            |            |            | 1.°        | 5.°        | 6.°        | 2.°        |            | 4.°        | 1.°        |            |            |            | 2.°        | 3.°        | 2.°        | 2°         |            | 3.°        | 1.°        | 1.°        | 3.°        |            |
| Stefania y Jaider | 9.°        | 7.°        | 4.°        | 2.°        |            | 7.°        | 9.°        | 3.°        | 2.°        |            | 5.°        | 9.°        | 8.°        | 8.°        | 1.°        | 6.°        | 1.°        |            |            |            | 3.°        | 3.°        | 2.°        | 2.°        |            | 3.°        | 1.°        |            |            |            | 1.°        | 4.°        | 1.°        | 4.°        | 1.°        | 1.°        | 5.°        | 3.°        | 4.°        | 2.º        | 1.°        | 4.°        |            |            |            |
| Javier y Huber    | 11.°       | 9.°        | 10.°       | 1.°        |            | 11.°       | 7.°        | 9.°        | 5.°        |            | 10.°       | 3.°        | 1.°        |            |            | 5.°        | 4.°        | 3.°        | 1.°        |            | 7.°        | 4.°        | 4.°        | 4.°        |            | 6.°        | 3.°        | 3.°        | 4.°        | 1°         | 6.°        | 5.°        | 4.°        | 3.°        |            | 3."        | 2          | 1.°        | 5.°        | 3.°        |            |            |            |            |            |
| Milena y Karen    | 2.°        | 11.°       | 3.°        | 7.°        |            | 2.°        | 4.°        | 5.°        | 8.°        | 2.°        | 3.°        | 2.°        | 4.°        | 2.°        |            | 2.°        | 5.°        | 2.°        |            |            | 2.°        | 5.°        | 5.°        | 1.°        |            | 2.°        | 4.°        | 2.°        | 3.°        | 2.°        | 2.°        | 2.°        | 2.°        | 5.°        | 3.°        |            |            |            |            |            |            |            |            |            |            |
| Armando y Jorge   | 7.°        | 8.°        | 9.°        | 9.°        | 2.°        | 9.°        | 2.°        | 8.°        | 7.°        |            | 1.°        | 10.°       | 5.°        | 6.°        |            | 8.°        | 3.°        | 5.°        | 3.°        |            | 5.°        | 7.°        | 7.°        | 6.°        | 2.°        | 7.°        | 6.°        | 5.°        | 5.°        | 3.°        |            |            |            |            |            |            |            |            |            |            |            |            |            |            |            |
| María y Matilde   | 10.°       | 6.°        | 5.°        | 6.°        |            | 6.°        | 8.°        | 6.°        | 4.°        |            | 7.°        | 5.°        | 2.°        | 7.°        | 2.°        | 9.°        | 8.°        | 8.°        | 5.°        | 2.°        | 8.°        | 2.°        | 6.°        | 3.°        | 3.°        |            |            |            |            |            |            |            |            |            |            |            |            |            |            |            |            |            |            |            |            |
| Carlos y Lina     | 12.°       | 2.°        | 6.°        | 5.°        |            | 8.°        | 1.°        |            |            |            | 6.°        | 1.°        |            |            |            | 1.°        | 6.°        | 7.°        | 7.°        | 3.°        |            |            |            |            |            |            |            |            |            |            |            |            |            |            |            |            |            |            |            |            |            |            |            |            |            |
| Juliana y Juan    | 8.°        | 3.°        | 1.°        |            |            | 10.°       | 5.°        | 7.°        | 3.°        |            | 2.°        | 4.°        | 3.°        | 5.°        | 3.°        |            |            |            |            |            |            |            |            |            |            |            |            |            |            |            |            |            |            |            |            |            |            |            |            |            |            |            |            |            |            |
| Sandra y Karen    | 3.°        | 4.°        | 2.°        | 3.°        | 1.°        | 5.°        | 6.°        | 4.°        | 9.°        | 3.°        |            |            |            |            |            |            |            |            |            |            |            |            |            |            |            |            |            |            |            |            |            |            |            |            |            |            |            |            |            |            |            |            |            |            |            |
| Beatriz e Indira  | 4.°        | 10.°       | 11.°       | 10.°       | 3.°        |            |            |            |            |            |            |            |            |            |            |            |            |            |            |            |            |            |            |            |            |            |            |            |            |            |            |            |            |            |            |            |            |            |            |            |            |            |            |            |            |

     Participantes que no participan en las siguientes competencias de la etapa por obtener una de las inmunidades.
     Participantes que no participan en Corre por tu Vida al no ser nominados a pesar de no ganar la inmunidad.
     Participantes que ganaron el derecho a competir por Dragón Dorado al llegar en las primeras posiciones y subrayado aquellos que ganaron.
     Participantes que ganaron por llegar primeros en las pruebas de Inmunidad.
     Participantes que fueron elegidos (por los ganadores de la primera prueba de Dragón Dorado de la semana) para que llevaran el Lastre.
     Participantes que quedaron sentenciados en la última prueba de Inmunidad de la semana y/o etapa, por ocupar las últimas dos posiciones.
     Participantes Eliminados.
Notas:
1. ↑  Wilber y Uva llegaron en primer lugar al punto de control, pero fueron penalizados por violar las reglas del juego.
2. ↑  Javier y Huber llegaron en segundo lugar al punto de control, pero fueron penalizados por violar las reglas del juego.

## Resultados Generales
| Jairo y Eliseo    | Los Rebuscadores  | Continúan  | Inmunes    | Continúan  | Continúan  | Inmunes    | Inmunes    | Nominados  | Nominados  | Salvados   | Salvados | Ganadores |
| Mario y Daniel    | Padre e Hijo      | Continúan  | Inmunes    | Inmunes    | Continúan  | Nominados  | Inmunes    | Inmunes    | Inmunes    | Salvados   | Salvados | Segundos  |
| Wilber y Uva      | La Pareja         | Inmunes    | Nominados  | Continúan  | Nominados  | Inmunes    | Continúan  | Inmunes    | Continúan  | Salvados   | Terceros |           |
| Stefania y Jaider | Cachaca y Costeño | Continúan  | Continúan  | Nominados  | Inmunes    | Continúan  | Inmunes    | Nominados  | Nominados  | Eliminados |          |           |
| Javier y Huber    | Los amigos        | Inmunes    | Continúan  | Inmunes    | Inmunes    | Continúan  | Nominados  | Continúan  | Eliminados |            |          |           |
| Milena y Karen    | Las Novias        | Continúan  | Nominadas  | Continúan  | Inmunes    | Inmunes    | Nominadas  | Eliminadas |            |            |          |           |
| Armando y Jorge   | Los Campesinos    | Nominados  | Continúan  | Continúan  | Continúan  | Nominados  | Eliminados |            |            |            |          |           |
| María y Matilde   | Las Comadres      | Continúan  | Continúan  | Nominadas  | Nominadas  | Eliminadas |            |            |            |            |          |           |
| Carlos y Lina     | Los Hermanos      | Continúan  | Inmunes    | Inmunes    | Eliminados |            |            |            |            |            |          |           |
| Juliana y Juan    | Los Exnovios      | Inmunes    | Continúan  | Eliminados |            |            |            |            |            |            |          |           |
| Sandra y Karen    | Las Modelos       | Nominadas  | Eliminadas |            |            |            |            |            |            |            |          |           |
| Beatriz e Indira  | Madre e Hija      | Eliminadas |            |            |            |            |            |            |            |            |          |           |

Notas
     Ganadores - Participantes que obtuvieron el primer lugar al final del programa.
     2.do Puesto - Participantes que obtuvieron el segundo lugar al final del programa.
     3.er Puesto - Participantes que obtuvieron el tercer lugar al final del programa.
     Inmunes — Participantes obtienen la Inmunidad en toda la semana.
     Continúan — Participantes no son inmunes, pero continúan en competencia al no ser nominados a Corre por tu Vida.
     Nominados — Participantes salen últimos en la competencia, por ende, tienen que competir en el Corre por tu Vida.
     Nominados — Participantes son nominados por sus rivales mediante votación, por ende, tienen que competir en el Corre por tu Vida.
     Salvados — Participantes compiten en el Corre por tu Vida junto a los demás equipos en competencia y avanzan a la siguiente ronda.
     Eliminados — Participantes son eliminados.

## Recompensas

### Dragón Dorado
Durante el transcurso del juego se llevarán a cabo competencias para obtener amuletos que son llamados Dragón Dorado. Cada uno de estos amuletos otorga al equipo ganador la posibilidad de canjearlo por 20 millones de pesos si logran llegar a la última etapa del juego. Las competencias por el Dragón Dorado se llevan a cabo entre los primeros equipos que lleguen al final de un recorrido previo a dicha competencia o entre los equipos hayan obtenido la inmunidad durante la etapa. A lo largo de toda la competencia fueron entregados 18 Dragones Dorados.

Las parejas que obtienen el primer "Dragón Dorado" semanal en donde participan todos y el ganador es según el orden llegada, tiene el privilegio de otorgarle un lastre a una de las demás parejas de la competencia, para que lo use en la primera prueba de inmunidad por semana o etapa.
- La pareja de Jairo y Eliseo en el resultado final, ganó $180 000 000 (sin contar con la suma final del dinero para el ganador) como obtención general de "9 dragones dorados".

| Etapa   | Dragón Dorado a entregar            | Participan                                                                        | Candidatos        | Candidatos        | Candidatos        | Candidatos        | Candidatos     | Ganadores         |
| Etapa   | Dragón Dorado a entregar            | Participan                                                                        | Primer equipo     | Segundo equipo    | Tercer equipo     | Cuarto equipo     | Quinto equipo  | Ganadores         |
| ------- | ----------------------------------- | --------------------------------------------------------------------------------- | ----------------- | ----------------- | ----------------- | ----------------- | -------------- | ----------------- |
| Etapa 1 | Primer Dragón Dorado                | Orden de Llegada                                                                  | Mario y Daniel    | Milena y Karen    | Sandra y Karen    |                   |                | Milena y Karen    |
| Etapa 1 | Segundo Dragón Dorado               | Equipos Inmunes                                                                   | Wilber y Uva      | Juliana y Juan    |                   |                   |                | Juliana y Juan    |
| Etapa 2 | Tercer Dragón Dorado                | Orden de Llegada                                                                  | Mario y Daniel    | Milena y Karen    | Wilber y Uva      | Jairo y Eliseo    |                | Mario y Daniel    |
| Etapa 2 | Cuarto Dragón Dorado                | Equipos Inmunes                                                                   | Carlos y Lina     | Mario y Daniel    |                   |                   |                | Mario y Daniel    |
| Etapa 3 | Quinto Dragón Dorado                | Orden de Llegada                                                                  | Armando y Jorge   | Juliana y Juan    | Milena y Karen    |                   |                | Armando y Jorge   |
| Etapa 3 | Sexto Dragón Dorado                 | Equipos Inmunes                                                                   | Carlos y Lina     | Huber y Javier    |                   |                   |                | Carlos y Lina     |
| Etapa 4 | Séptimo Dragón Dorado               | Orden de Llegada                                                                  | Carlos y Lina     | Milena y Karen    | Jairo y Eliseo    |                   |                | Milena y Karen    |
| Etapa 4 | Octavo Dragón Dorado                | Equipos Inmunes                                                                   | Stefania y Jaider | Milena y Karen    |                   |                   |                | Stefania y Jaider |
| Etapa 5 | Noveno Dragón Dorado                | Orden de Llegada                                                                  | Wilber y Uva      | Milena y Karen    | Stefania y Jaider |                   |                | Stefania y Jaider |
| Etapa 5 | Décimo Dragón Dorado                | Equipos Inmunes                                                                   | Wilber y Uva      | Jairo y Eliseo    |                   |                   |                | Jairo y Eliseo    |
| Etapa 6 | Undécimo Dragón Dorado              | Orden de Llegada                                                                  | Wilber y Uva      | Milena y Karen    | Stefania y Jaider |                   |                | Stefania y Jaider |
| Etapa 6 | Duodécimo Dragón Dorado             | Equipos Inmunes                                                                   | Stefania y Jaider | Mario y Daniel    |                   |                   |                | Stefania y Jaider |
| Etapa 7 | Decimotercer Dragón Dorado          | Orden de Llegada                                                                  | Stefania y Jaider | Milena y Karen    | Mario y Daniel    |                   |                | Stefania y Jaider |
| Etapa 7 | Decimocuarto Dragón Dorado          | Eq. Inmune + Ganador de la 2 ͩ ª prueba semanal de Dragón Dorado de la etapa 7     | Wilber y Uva      | Stefania y Jaider |                   |                   |                | Stefania y Jaider |
| Etapa 8 | Decimoquinto Dragón Dorado          | Orden de llegada                                                                  | Stefania y Jaider | Wilber y Uva      | Javier y Huber    |                   |                | Wilber y Uva      |
| Etapa 8 | Primer Dragón Dorado de Intercambio | Todos                                                                             | Mario y Daniel    | Wilber y Uva      | Jairo y Eliseo    | Stefania y Jaider | Javier y Huber | Jairo y Eliseo    |
| Etapa 8 | Decimosexto Dragón Dorado           | Ganadores de las 2 ͩ ª y 3 ͬ ª pruebas semanales de Dragón Dorado de la etapa 8     | Jairo y Eliseo    | Javier y Huber    |                   |                   |                | Jairo y Eliseo    |
| Etapa 9 | Decimoséptimo Dragón Dorado         | Los 2 primeros Ganadores de la 1 ͬ ª prueba semanal de Dragón Dorado de la etapa 9 | Stefania y Jaider | Mario y Daniel    |                   |                   |                | Mario y Daniel    |
| Etapa 9 | Decimoctavo Dragón Dorado           | Los 2 primeros Ganadores de la 2 ͩ ª prueba semanal de Dragón Dorado de la etapa 9 | Wilber y Uva      | Mario y Daniel    |                   |                   |                | Mario y Daniel    |

Notas
1. 1 2  Los 2 dragones dorados fueron donados a: el primero a la pareja de Stefania y Jaider para después pasar a Wilber y Uva y el segundo para la pareja de Wilber y Uva; Por ultimo ambos dragones fueron donados a Mario y Daniel.
2. ↑  Fue donado a la pareja de Wilber y Uva.
3. ↑  Fue donado a la pareja de Mario y Daniel.
4. ↑  Fue donado a la pareja de María y Matilde, después a la pareja de Armando y Jorge, después a la pareja de Huber y Javier y por último a la pareja de Wilber y Uva.
5. 1 2 3 4 5 6  Fueron donados a la pareja de Wilber y Uva para después, pasaron 4 a Jairo y Eliseo y uno a la pareja de Mario y Daniel.
6. ↑  Fue donado a la pareja de Jairo y Eliseo.
7. 1 2  El dragón dorado de Stefania y Jaider, fue donado a la pareja de Jairo y Eliseo, por las normas establecidas en este juego de el Decimosexto Dragón Dorado.
8. ↑  Javier y Huber llegaron en segundo lugar al punto de control, pero fueron penalizados por violar las reglas del juego, por eso se coloco en la última casilla como si fuesen los últimos.

### Mensaje de Casa
La siguiente tabla muestra la lista de aquellos que tuvieron un privilegio de tener un beneficio de mensaje (ya sea de vídeo o llamada) de sus familiares.:
| Etapa                 | Participante      | Obtención del Premio | Tipo de Mensaje |
| Ruta 2                | Ruta 2            | Ruta 2               | Ruta 2          |
| --------------------- | ----------------- | -------------------- | --------------- |
| Etapa 4 (Capítulo 17) | Carlos y Lina     | Por Búsqueda         | Vídeo           |
| Etapa 4 (Capítulo 17) | Milena y Karen    | Por Búsqueda         | Vídeo           |
| Ruta 3                |                   |                      |                 |
| Etapa 6 (Capítulo 27) | Mario y Daniel    | En General           | Llamada         |
| Etapa 6 (Capítulo 27) | Jairo y Eliseo    | En General           | Llamada         |
| Etapa 6 (Capítulo 27) | Wilber y Uva      | En General           | Llamada         |
| Etapa 6 (Capítulo 27) | Stefania y Jaider | En General           | Llamada         |
| Etapa 6 (Capítulo 27) | Javier y Huber    | En General           | Llamada         |
| Etapa 6 (Capítulo 27) | Milena y Karen    | En General           | Llamada         |
| Etapa 6 (Capítulo 27) | Armando y Jorge   | En General           | Llamada         |
| Ruta 4                |                   |                      |                 |
| Etapa 9 (Capítulo 42) | Mario y Daniel    | En General           | Vídeo           |
| Etapa 9 (Capítulo 42) | Jairo y Eliseo    | En General           | Vídeo           |
| Etapa 9 (Capítulo 42) | Wilber y Uva      | En General           | Vídeo           |
| Etapa 9 (Capítulo 42) | Stefania y Jaider | En General           | Vídeo           |
| Etapa 9 (Capítulo 45) | Mario y Daniel    | En Competencia       | Llamada         |
| Etapa 9 (Capítulo 45) | Jairo y Eliseo    | En Competencia       | Llamada         |

## Eliminación

### Corte Express
La Corte Express consiste en una ceremonia en que todos los participantes votaran por alguna pareja para que compita en el Corre por tu Vida.
| Participante                        | Semana                                     | Semana                                      | Semana                                      | Semana                                          | Semana                                     | Semana                                          | Semana                      | Semana               |
| Participante                        | 1                                          | 2                                           | 3                                           | 4                                               | 5                                          | 6                                               | 7                           | 8                    |
| ----------------------------------- | ------------------------------------------ | ------------------------------------------- | ------------------------------------------- | ----------------------------------------------- | ------------------------------------------ | ----------------------------------------------- | --------------------------- | -------------------- |
| Inmunes:                            | Wilber y Uva Juliana y Juan Javier y Huber | Carlos y Lina Mario y Daniel Jairo y Eliseo | Carlos y Lina Javier y Huber Mario y Daniel | Stefania y Jaider Karen y Milena Javier y Huber | Wilber y Uva Jairo y Eliseo Milena y Karen | Stefania y Jaider Mario y Daniel Jairo y Eliseo | Wilber y Uva Mario y Daniel | Mario y Daniel       |
| Jairo y Eliseo                      | Milena y Karen                             | Javier y Huber                              | Juliana y Juan                              | Mario y Daniel                                  | María y Matilde                            | Milena y Karen                                  | Javier y Huber              | Wilber y Uva         |
| Mario y Daniel                      | Jairo y Eliseo                             | Wilber y Uva                                | Juliana y Juan                              | Jairo y Eliseo                                  | Javier y Huber                             | Wilber y Uva                                    | Javier y Huber              | Wilber y Uva         |
| Wilber y Uva                        | Sandra y Karen                             | María y Matilde                             | Jairo y Eliseo                              | Mario y Daniel                                  | María y Matilde                            | Milena y Karen                                  | Javier y Huber              | Jairo y Eliseo       |
| Stefania y Jaider                   | María y Matilde                            | María y Matilde                             | Jairo y Eliseo                              | María y Matilde                                 | María y Matilde                            | Wilber y Uva                                    | Jairo y Eliseo              | Jairo y Eliseo       |
| Javier y Huber                      | Sandra y Karen                             | Juliana y Juan                              | Juliana y Juan                              | María y Matilde                                 | María y Matilde                            | Milena y Karen                                  | Jairo y Eliseo              | Jairo y Eliseo       |
| Milena y Karen                      | María y Matilde                            | Juliana y Juan                              | Armando y Jorge                             | Jairo y Eliseo                                  | Javier y Huber                             | Wilber y Uva                                    | Jairo y Eliseo              |                      |
| Armando y Jorge                     | Sandra y Karen                             | Juliana y Juan                              | Juliana y Juan                              | María y Matilde                                 | Javier y Huber                             | Milena y Karen                                  |                             |                      |
| María y Matilde                     | Stefania y Jaider                          | Wilber y Uva                                | Wilber y Uva                                | Armando y Jorge                                 | Javier y Huber                             |                                                 |                             |                      |
| Carlos y Lina                       | Sandra y Karen                             | Armando y Jorge                             | Juliana y Juan                              | Jairo y Eliseo                                  |                                            |                                                 |                             |                      |
| Juliana y Juan                      | Sandra y Karen                             | María y Matilde                             | Jairo y Eliseo                              |                                                 |                                            |                                                 |                             |                      |
| Sandra y Karen                      | María y Matilde                            | Wilber y Uva                                |                                             |                                                 |                                            |                                                 |                             |                      |
| Beatriz e Indira                    | María y Matilde                            |                                             |                                             |                                                 |                                            |                                                 |                             |                      |
| 1.° Nominados/as por Competencia:   | Beatriz e Indira                           | Milena y Karen                              | María y Matilde                             | Wilber y Uva                                    | Mario y Daniel                             | Armando y Jorge                                 | Stefania y Jaider           | Stefania y Jaider    |
| 2.° Nominados/as por Competencia:   | Armando y Jorge                            | Sandra y Karen                              | Stefania y Jaider                           | Carlos y Lina                                   | Armando y Jorge                            | Javier y Huber                                  | Karen y Milena              | Javier y Huber       |
| 3.° Nominados/as por Corte Express: | Sandra y Karen (5/11)                      | Wilber y Uva (3+1/10)                       | Juliana y Juan (5/9)                        | María y Matilde (3+1/8)                         | Maria y Matilde (4+1/7)                    | Milena y Karen (4/6)                            | Jairo y Eliseo (3+1/5)      | Jairo y Eliseo (3/4) |
| Eliminados/as:                      | Beatriz e Indira                           | Sandra y Karen                              | Juliana y Juan                              | Carlos y Lina                                   | Maria y Matilde                            | Armando y Jorge                                 | Milena y Karen              | Javier y Huber       |

Notas
1. 1 2 3 4  Tras un resultado en empate, el desempate fue resuelto mediante consenso entre las parejas inmunes.

### Corre por tu Vida
El Corre por tu Vida consiste en una carrera para eliminar a una pareja de la competencia, en esta carrera participan 3 parejas, las cuales 2 se definen por terminar últimos en la última carrera que se haya jugado y la tercera pareja se define por la Corte Express.
| Semana | Parejas Nominadas            | Parejas Nominadas            | Parejas Nominadas            | Parejas Nominadas            | Parejas Nominadas            | Parejas Nominadas            | Parejas Nominadas            | Parejas Nominadas            | Parejas Nominadas              | Parejas Nominadas              | Parejas Nominadas              | Parejas Nominadas              | Parejas Nominadas | Parejas Nominadas |
| ------ | ---------------------------- | ---------------------------- | ---------------------------- | ---------------------------- | ---------------------------- | ---------------------------- | ---------------------------- | ---------------------------- | ------------------------------ | ------------------------------ | ------------------------------ | ------------------------------ | ----------------- | ----------------- |
| Semana | 1.° Pareja (Por competencia) | 1.° Pareja (Por competencia) | 1.° Pareja (Por competencia) | 1.° Pareja (Por competencia) | 2.° Pareja (Por competencia) | 2.° Pareja (Por competencia) | 2.° Pareja (Por competencia) | 2.° Pareja (Por competencia) | 3.° Pareja (Por Corte Express) | 3.° Pareja (Por Corte Express) | 3.° Pareja (Por Corte Express) | 3.° Pareja (Por Corte Express) |                   | Pareja Eliminada  |
| 1      | Beatriz e Indira             | Beatriz e Indira             | Beatriz e Indira             | Beatriz e Indira             | Armando y Jorge              | Armando y Jorge              | Armando y Jorge              | Armando y Jorge              | Sandra y Karen                 | Sandra y Karen                 | Sandra y Karen                 | Sandra y Karen                 | Beatriz e Indira  |                   |
| 2      | Milena y Karen               | Milena y Karen               | Milena y Karen               | Milena y Karen               | Sandra y Karen               | Sandra y Karen               | Sandra y Karen               | Sandra y Karen               | Wilber y Uva                   | Wilber y Uva                   | Wilber y Uva                   | Wilber y Uva                   | Sandra y Karen    |                   |
| 3      | María y Matilde              | María y Matilde              | María y Matilde              | María y Matilde              | Stefania y Jaider            | Stefania y Jaider            | Stefania y Jaider            | Stefania y Jaider            | Juliana y Juan                 | Juliana y Juan                 | Juliana y Juan                 | Juliana y Juan                 | Juliana y Juan    |                   |
| 4      | Wilber y Uva                 | Wilber y Uva                 | Wilber y Uva                 | Wilber y Uva                 | Carlos y Lina                | Carlos y Lina                | Carlos y Lina                | Carlos y Lina                | María y Matilde                | María y Matilde                | María y Matilde                | María y Matilde                | Carlos y Lina     |                   |
| 5      | Mario y Daniel               | Mario y Daniel               | Mario y Daniel               | Mario y Daniel               | Armando y Jorge              | Armando y Jorge              | Armando y Jorge              | Armando y Jorge              | María y Matilde                | María y Matilde                | María y Matilde                | María y Matilde                | María y Matilde   |                   |
| 6      | Armando y Jorge              | Armando y Jorge              | Armando y Jorge              | Armando y Jorge              | Javier y Huber               | Javier y Huber               | Javier y Huber               | Javier y Huber               | Karen y Milena                 | Karen y Milena                 | Karen y Milena                 | Karen y Milena                 | Armando y Jorge   |                   |
| 7      | Stefania y Jaider            | Stefania y Jaider            | Stefania y Jaider            | Stefania y Jaider            | Karen y Milena               | Karen y Milena               | Karen y Milena               | Karen y Milena               | Jairo y Eliseo                 | Jairo y Eliseo                 | Jairo y Eliseo                 | Jairo y Eliseo                 | Karen y Milena    |                   |
| 8      | Stefania y Jaider            | Stefania y Jaider            | Stefania y Jaider            | Stefania y Jaider            | Javier y Huber               | Javier y Huber               | Javier y Huber               | Javier y Huber               | Jairo y Eliseo                 | Jairo y Eliseo                 | Jairo y Eliseo                 | Jairo y Eliseo                 | Javier y Huber    |                   |
| Semana | 1.° Pareja                   | 1.° Pareja                   | 1.° Pareja                   | 2.° Pareja                   | 2.° Pareja                   | 2.° Pareja                   | 3.° Pareja                   | 3.° Pareja                   | 3.° Pareja                     | 4.° Pareja                     | 4.° Pareja                     | 4.° Pareja                     | Pareja Eliminada  |                   |
| 9      | Wilber y Uva                 | Wilber y Uva                 | Wilber y Uva                 | Jairo y Eliseo               | Jairo y Eliseo               | Jairo y Eliseo               | Mario y Daniel               | Mario y Daniel               | Mario y Daniel                 | Stefania y Jaider              | Stefania y Jaider              | Stefania y Jaider              | Stefania y Jaider |                   |
| 9      | Mario y Daniel               | Mario y Daniel               | Mario y Daniel               | Jairo y Eliseo               | Jairo y Eliseo               | Jairo y Eliseo               | Wilber y Uva                 | Wilber y Uva                 | Wilber y Uva                   |                                |                                |                                | Wilber y Uva      |                   |
| 9      | Jairo y Eliseo               | Jairo y Eliseo               | Jairo y Eliseo               | Mario y Daniel               | Mario y Daniel               | Mario y Daniel               |                              |                              |                                |                                |                                |                                | Mario y Daniel    |                   |

## Resumen de la carrera

### Semana 1
Fechas de emisión: 12 de enero - 15 de enero de 2016
Ruta de la 1ª etapa:  Hải Dương, Vietnam (Punto de Partida) —  Den Hung, Vietnam (Punto de llegada)
12 de enero: Capítulo 1
- Dragón Dorado: amuleto que equivale a 20 000 000 de pesos colombianos y será entregado a los participantes que lleguen en primer lugar en cada etapa, este dinero podrá ser cobrado en la final del programa. En total serán entregados 18 Dragones Dorados a lo largo de la competencia.

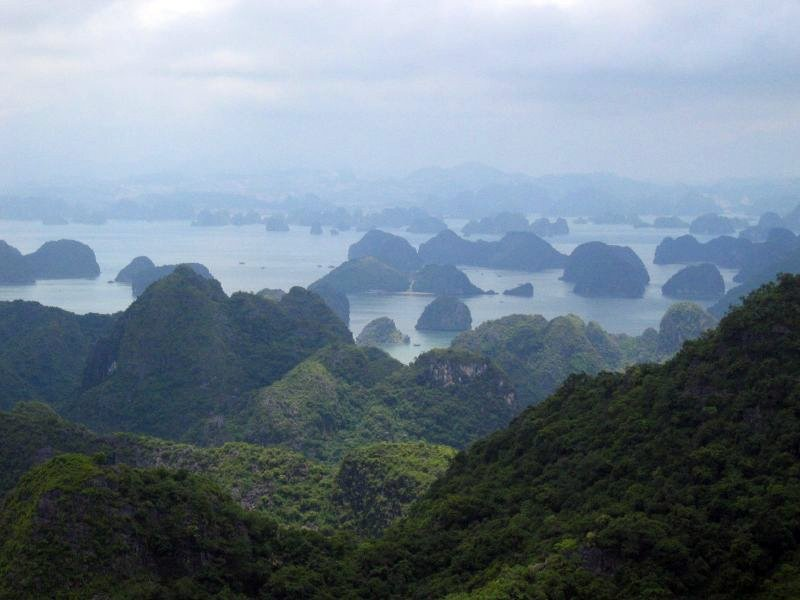
Bahía de Ha Long, lugar del primer objetivo

- Objetivo: los 24 participantes tendrán que bajar en una estación de tren de Hải Dương, Vietnam y buscar las maletas de Asia Express con los respectivos nombres de cada participante, en una estación de buses. Luego, los participantes tiene que ir hasta la Bahía de Ha Long y presentarse con un sombrero icono de los campesinos vietnamitas. Las 3 primeras parejas en llegar competirán por un premio.
- Primer Dragón Dorado: las parejas que llegaron en los tres primeros lugares tendrán que competir para obtener el Primer Dragón Dorado. Las tres parejas son; Mario y Daniel (primera posición) — Milena y Karen (segunda posición — Sandra y Karen (tercera posición). La prueba consiste en que cada pareja tiene que subir a una balsa y remar por la Bahía de Ha Long y recoger la mayor cantidad de peces, luego tienen que vender la mercadería y la pareja que obtenga más dinero vendiendo obtendrá el Primer Dragón Dorado. Además, la pareja ganadora deberá decidir qué pareja usara como obstáculo en el transcurso de la carrera 2 sombreros vietnamitas unidos por un hilo y lo que impedirá la separación de los 2 integrantes de la pareja.
- Ganadores del Primer Dragón Dorado: Karen y Milena (Las Novias).

13 de enero: Capítulo 2
- Primera Carrera por la Inmunidad: (etapa 1) Los participantes tienen que llegar hasta la antigua capital de Vietnam; Ninh Binh, la primera pareja en llegar será inmune. Pero antes tienen que superar dos misiones.
  - Primera Misión: cada pareja tiene que llevar un saco de carbón hasta Phuong Nam antes del anochecer. Luego, tienen que confeccionar 6 colmenas con el carbón, serán guiados por mujeres vietnamitas expertas en este rubro.
  - Segunda Misión: los participantes tienen que llevar una bicicleta llena de mercadería hasta el dueño de un restaurante que los está esperando. La primera pareja en llegar será inmune.
- Primera Pareja Inmune de la Etapa 1: Wilber y Uva (La Pareja), ganaron estadía como turistas y una cámara fotográfica.

14 de enero: Capítulo  3

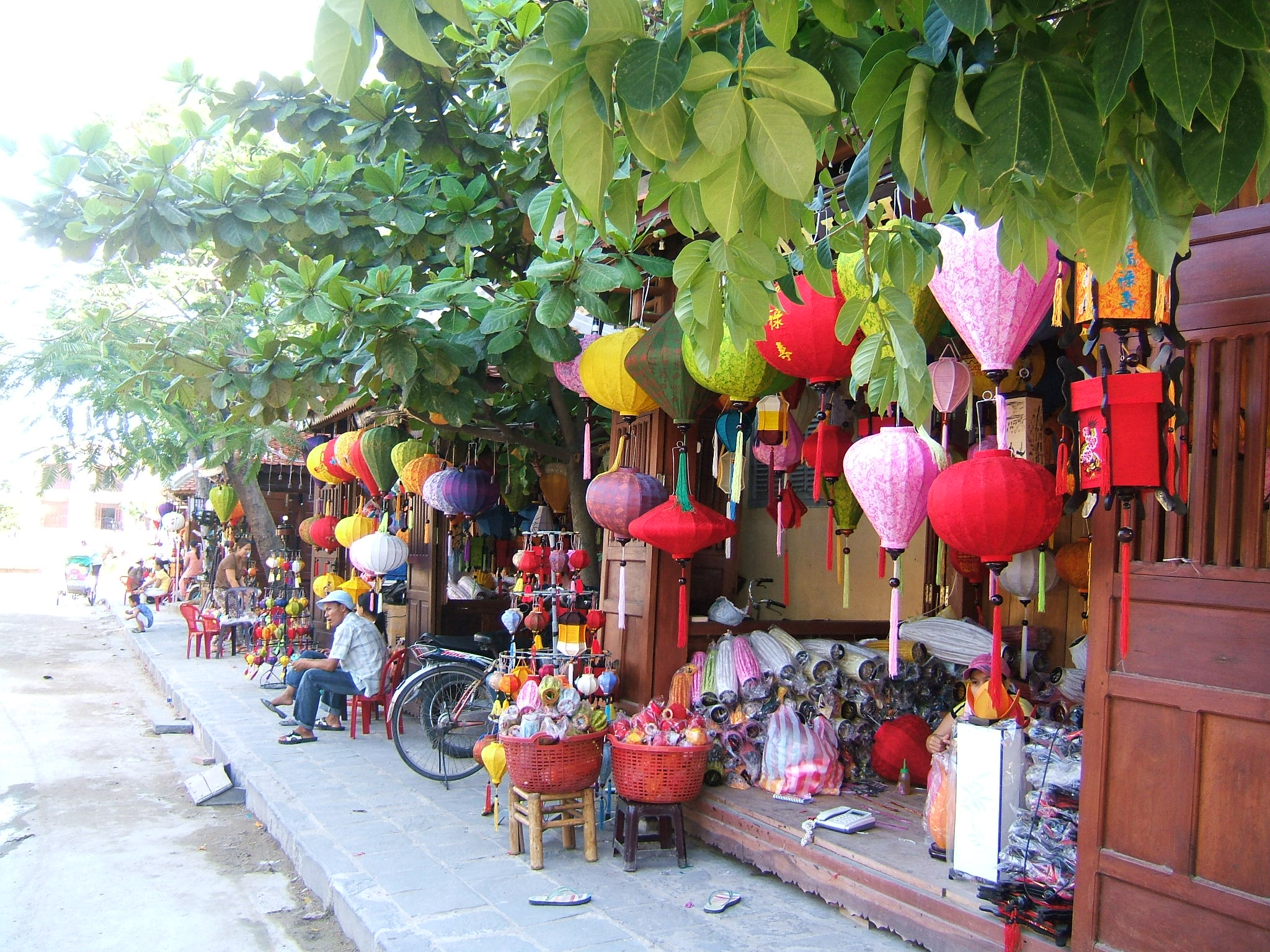
Calle común en Yen Bai.

- Segunda Carrera por la Inmunidad (etapa 1): Los participantes tienen que llegar hasta Hanoi, la primera pareja en llegar será inmune. Pero antes tienen que superar dos misiones.
  - Primera Misión: cada pareja debe llevar patos y disfrutar de unos pasabocas de Vietnam.
  - Segunda Misión: reciben más ingredientes para llevar.
- Segunda Pareja Inmune de la Etapa 1: Juliana y Juan (Los Exnovios), Ganaron estadía como turistas y una cámara fotográfica.
- Segundo Dragón Dorado: las 2 parejas inmunes tendrán que competir para determinar quién ganará el Segundo Dragón Dorado. La competencia consiste en que las 2 parejas tienen que cocinar un plato típico de comida de Vietnam en 30 min, para esto, tendrán ayuda de un chef vietnamita.
- Ganadores del Segundo Dragón Dorado: Juliana y Juan (los exnovios)

15 de enero: Capítulo 4
- Tercera Carrera por la Inmunidad (etapa 1): los participantes tienen que ir desde la capital de Vietnam; Hanói, hasta Yen Bai la primera pareja en llegar será inmune. Pero antes tienen que superar dos misiones.
  - Primera Misión: llegar a la bandera de Asia Express en el templo Den Hung, después subir mil escalones y prender el himno ¨Vietnam Ho Chi Min¨.
  - Segunda Misión: llegar a la ladrillera y transportar un número de ladrillos que serán asignados por la primera pareja en llegar a la segunda misión.
- Tercera Pareja Inmune de la Etapa 1: Javier y Huber (Los Amigos)

### Semana 2
Fechas de emisión: 18 de enero - 22 de enero de 2016
18 de enero: Capítulo 5
- Primera Corte Express: los participantes tienen que votar a una pareja, para que así compita en Corre por tu Vida. Los votos fueron los siguientes: Las modelos, Karen y Sandra (5 votos) — Las comandres, María y Matilde (4 votos) —  La cachaca y el costeño, Stefania y Jaider (1 voto) — Los rebuscadores, Jairo y Eliseo (1 voto) — Las novias, Karen y Milena (1 voto)
- Nominados:
  - Por llegada (en la 3ra Carrera por la Inmunidad semanal): Beatriz e Indira (Madre e Hija) — Armando y Jorge (Los Campesinos)
  - Por Votación (en la corte Express): Karen y Sandra (Las Modelos) (5 votos)
- Primer Reto de Corre por tu Vida: consiste en ir a un yacimiento para obtener 50 g de rubíes, después llegar una mina de mármol para conseguir una roca con su respectivo código y después desarmar un Jenga para formar la frase Asia Express con las fichas extraídas.
- Primeras Eliminadas: Beatriz e Indira (Madre e Hija).

Ruta de la 2ª etapa:  Lao Cai, Vietnam (Punto de Partida) —  Điện Biên Phủ, Vietnam (Punto de llegada)
19 de enero: Capítulo 6
- Dragón Dorado: amuleto que equivale a 20 000 000 de pesos colombianos y será entregado a los participantes que lleguen en primer lugar en cada etapa, este dinero podrá ser cobrado en la final del programa.
- Objetivo: los 22 participantes en Lao Cai en Vietnam, tendrán que ir junto con una acompañante de la tribu de Flower Hmong (en Vietnam) para Ban Pho donde serán vestidas según con su atuendo y después tienen que dirigirse al punto de final en el que él primero que llegue gana la prueba.
- Tercer Dragón Dorado: las parejas que llegaron en los cuatro primeros lugares tendrán que competir para obtener el Tercer Dragón Dorado. Las cuatro parejas son: Padre e Hijo, Mario y Daniel (Primer lugar) — Las Novias, Milena y Karen (Segundo lugar) — La Pareja, Wilber y Uva (Tercer lugar) — Los Rebuscadores, Jairo y Eliseo (Cuarto lugar). La prueba consiste en que uno de cada pareja tiene que subir a un tronco con su rival para aguantar más el equilibrio en medio de una guerra de almohadas vietnamitas que ellos tienen por cada uno; Y el otro de la pareja queda de vanguardia defendiendo a su compañero con lanzándole huevos al compañero de grupo contrario. El último que resista se gana el premio.
- Ganadores del Tercer Dragón Dorado: Mario y Daniel (Padre e Hijo)

20 de enero: Capítulo 7

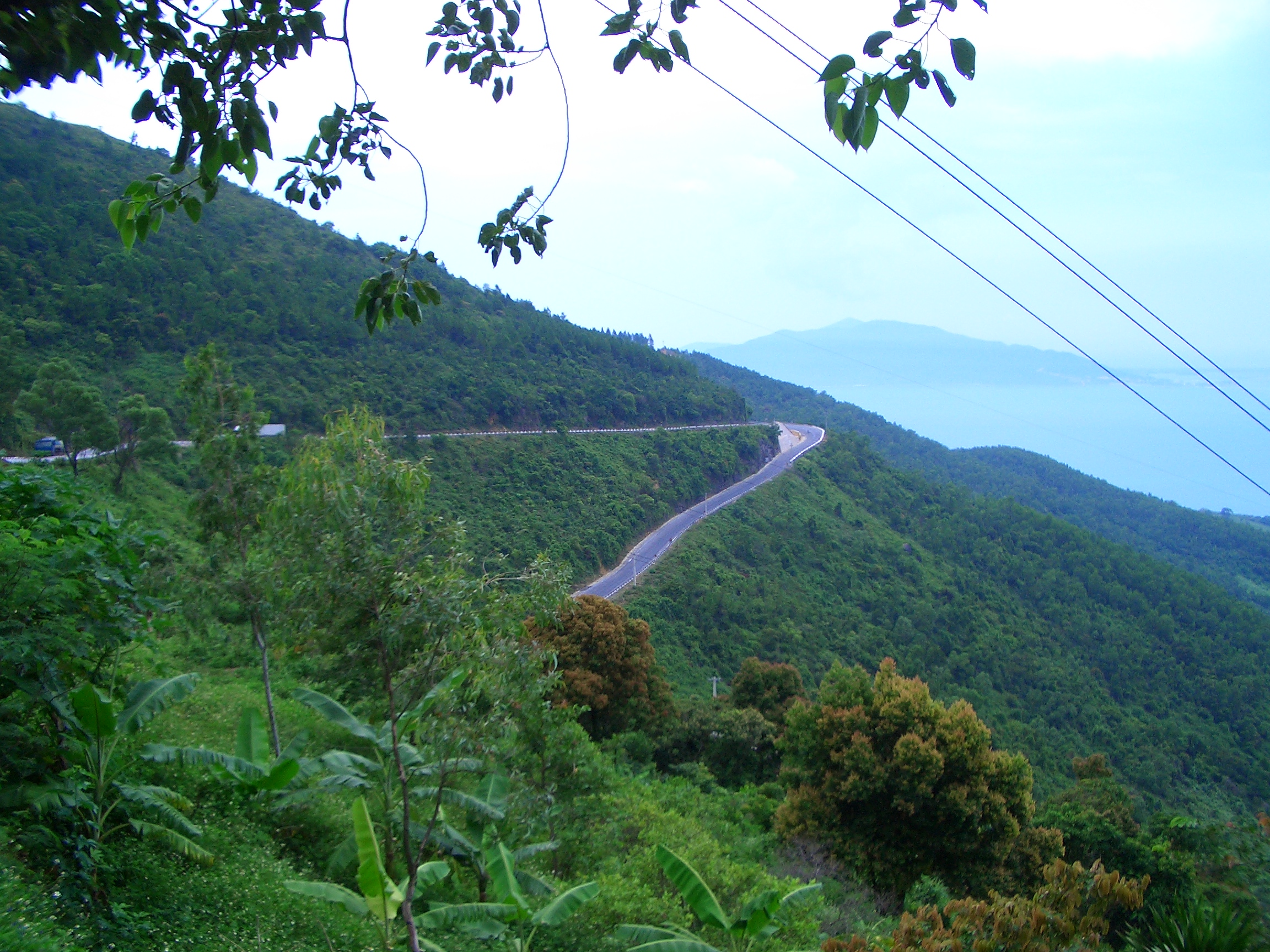
Carretera nacional 1 recorrido de la ruta

- Primera Carrera por la Inmunidad (2ª Semana): Los participantes tienen que ir al punto de llegada, la primera pareja en lograr la meta será inmune. Pero antes tienen que superar dos misiones.
  - Primera Misión: cada pareja tiene que llevar un cer-do hasta la villa de Ban Lao-Chai, en donde habitan varias familias vietnamitas, al que hay que entregarle el animal a una familia específica descrita en una foto.
  - Segunda Misión: los participantes tienen que llevar un miembro de la familia que recibió el animal hasta el punto de llegada en un pueblo cerca a Sa Pa. La primera pareja en llegar será inmune.
- Primera Pareja Inmune de la Etapa 2: Carlos y Lina (Los Hermanos), ganaron estadía como turistas y una cámara fotográfica.

21 de enero: Capítulo 8
- Segunda Carrera por la Inmunidad (2ª Semana): Los participantes tienen que llegar hasta el punto final en Tuam Duong, la primera pareja en llegar será inmune. Pero antes tienen que superar dos misiones.
  - Primera Misión: deben ir a Na Phat en Tam Ducing, pero antes deben parar en el estadio de Sa Pa, para superar una prueba en equilibrio sobre una vara de bambú.
  - Segunda Misión: después de llegar al primera misión, deben llegar a Tuam Duong; La pareja en terminar las pruebas y llegar al punto final de la misión de primeras ganan la inmunidad.
- Segunda pareja inmune de la Etapa 2: Mario y Daniel (Padre e Hijo), Ganaron estadía como turistas y una cámara fotográfica.
- Cuarto Dragón Dorado: las 2 parejas inmunes (Carlos y Lina & Mario y Daniel) tendrán que competir para determinar quién ganará el Cuarto Dragón Dorado. La competencia consiste en que las 2 parejas donde deben hacer tres pruebas de destreza y de habilidad como romper unos jarrones colgados con los ojos vendados con la ayuda de guía de su compañero de juego, después lanzar unos objetos por medio de un aro y después pasar por el medio de una pista de obstáculos de bambú en movimiento en el menor tiempo posible.
- Ganadores del Cuarto Dragón Dorado: Mario y Daniel (Padre e Hijo)

22 de enero: Capítulo 9
- Tercera Carrera por la Inmunidad (2ª Semana): los participantes tienen que ir desde Na Phat en Vietnam hasta Mung Pon; la primera pareja en llegar será inmune. Pero antes tienen que superar dos misiones.
  - Primera Misión: llegar a la bandera de Asia Express en Mung Lay, para escoger su propia pócima de sanación y esperar dependiendo del tiempo que tarde en la preparación, y hay si tomárselo.
  - Segunda Misión: llegar a la segunda parada en Mung Pon, y allí debe conseguir a una mujer vietnamita de la tribu Back Thai, al que le midan su pelo más de un metro, y luego por último deben ir al punto final, en el que llegue primero será el ganador.
- Tercera pareja inmune de la Etapa 2: Jairo y Eliseo (Los Rebuscadores).

### Semana 3
Fechas de emisión: 25 de enero - 29 de enero de 2016
25 de enero: Capítulo 10
- Segunda Corte Express: los participantes tienen que votar a una pareja, para que así compita en Corre por tu Vida. Los votos fueron los siguientes: Los Esposos, Wilber y Uva (3 votos) — Los exnovios, Juliana y Juan (3 votos) —  Las comadres, María y Matilde (3 votos) — Los amigos, Javier y Huber (1 voto) — Los campesinos, Armando y Jorge (1 voto)
- Nominados:
  - Por llegada (en la 3ra Carrera por la Inmunidad semanal): Milena y Karen (las novias) — Sandra y Karen (las modelos)
  - Por Votación (en la corte Express): Wilber y Uva (Los Esposos) (3 votos + 1 voto de desempate)
- Reto de Corre por tu Vida: consiste en ir a Mường Pồn, por donde tiene que pasar por una trocha por medio de una hamaca uno encima y el otro cargándolo con ayuda de un hombre vietnamita que fue militante, después llegar al monumento de los caídos en el que tiene que pasar por una pista de paintball para esquivar las balas de pintura, después ir donde Mr. Phuong y allí desarmar un Jenga para formar la frase Asia Express con las fichas extraídas y por último llegar al punto de destino en Điện Biên Phủ.
- Segundas Eliminadas: Karen y Sandra (Las Modelos).

Ruta de la 3ª etapa:  Điện Biên Phủ, Vietnam (Punto de Partida) —  Vientián, Laos (Punto de llegada)
26 de enero: Capítulo 11
- Dragón Dorado: amuleto que equivale a 20 000 000 de pesos colombianos y será entregado a los participantes que lleguen en primer lugar en cada etapa, este dinero podrá ser cobrado en la final del programa.
- Objetivo: los 20 participantes en la frontera de Vietnam, tendrán que ir a Wat Xieng Thong donde deben aprenderse la oración dada en el templo en el punto de partida y decirla en el Monastic School en Laos, para así después poder pasar y elegir una foto de una persona a la que debe ser encargada de ayudar a hacer las labores cotidianas en el templo y al terminar, tienen que dirigirse al punto de llegada en el que él primero que llegue gana la prueba.
- Quinto Dragón Dorado: las parejas que llegaron en los tres primeros lugares tendrán que competir para obtener el Quinto Dragón Dorado. Las tres parejas son: los campesinos, Armando y Jorge (Primer lugar) — Los Exnovios, Juliana y Juan (Segundo lugar) — Las novias, Milena y Karen (Tercer lugar). La prueba consiste en que uno de cada pareja tiene que subir a un tronco y esperar (haciendo equilibrio) a que su compañero responda las preguntas dadas sobre el templo, y así relevarse entre ellos para que el otro haga lo mismo. El último que resista en el tronco se gana el premio.
- Ganadores del Quinto Dragón Dorado: Armando y Jorge (los campesinos)

27 de enero: Capítulo 12
- Primera Carrera por la Inmunidad (3ª Semana): los participantes tienen que recorrer la ruta hasta al punto de llegada, la primera pareja en terminar será inmune. Pero antes tienen que superar dos misiones.
  - Primera Misión: cada pareja tiene que llevar unos palos y una canasta hasta una aldea de Kokngiou Village, en la que con los palos tienen que desgranar el arroz y luego recogerlo de la misma canasta.
  - Segunda Misión: los participantes tienen que hacerle aprender y luego llevarlo a un habitante de Laos para destino de llegada en donde él tiene que cantar la estrofa que se aprendió para darle la aprobación en el punto de control.
- Primera Pareja Inmune de la Etapa 3: Carlos y Lina (Los Hermanos), ganaron estadía como turistas y una cámara fotográfica.

28 de enero: Capítulo 13
- Segunda Carrera por la Inmunidad (3ª Semana): Los participantes tienen que llegar hasta el punto final en Ecole Elementaire de Vangvieng, la primera pareja en llegar será inmune. Pero antes tienen que superar dos misiones.
  - Primera Misión: deben ir a Houamuang Village, en donde allí deben coger cinco anguilas en un charcal.
  - Segunda Misión: las parejas en terminar las pruebas deben llegar a Ecole Elementaire de Vangvieng en donde es el punto final de la misión de la inmunidad.
- Segunda pareja inmune de la Etapa 3: Javier y Huber (Los amigos), Ganaron estadía como turistas y una cámara fotográfica.

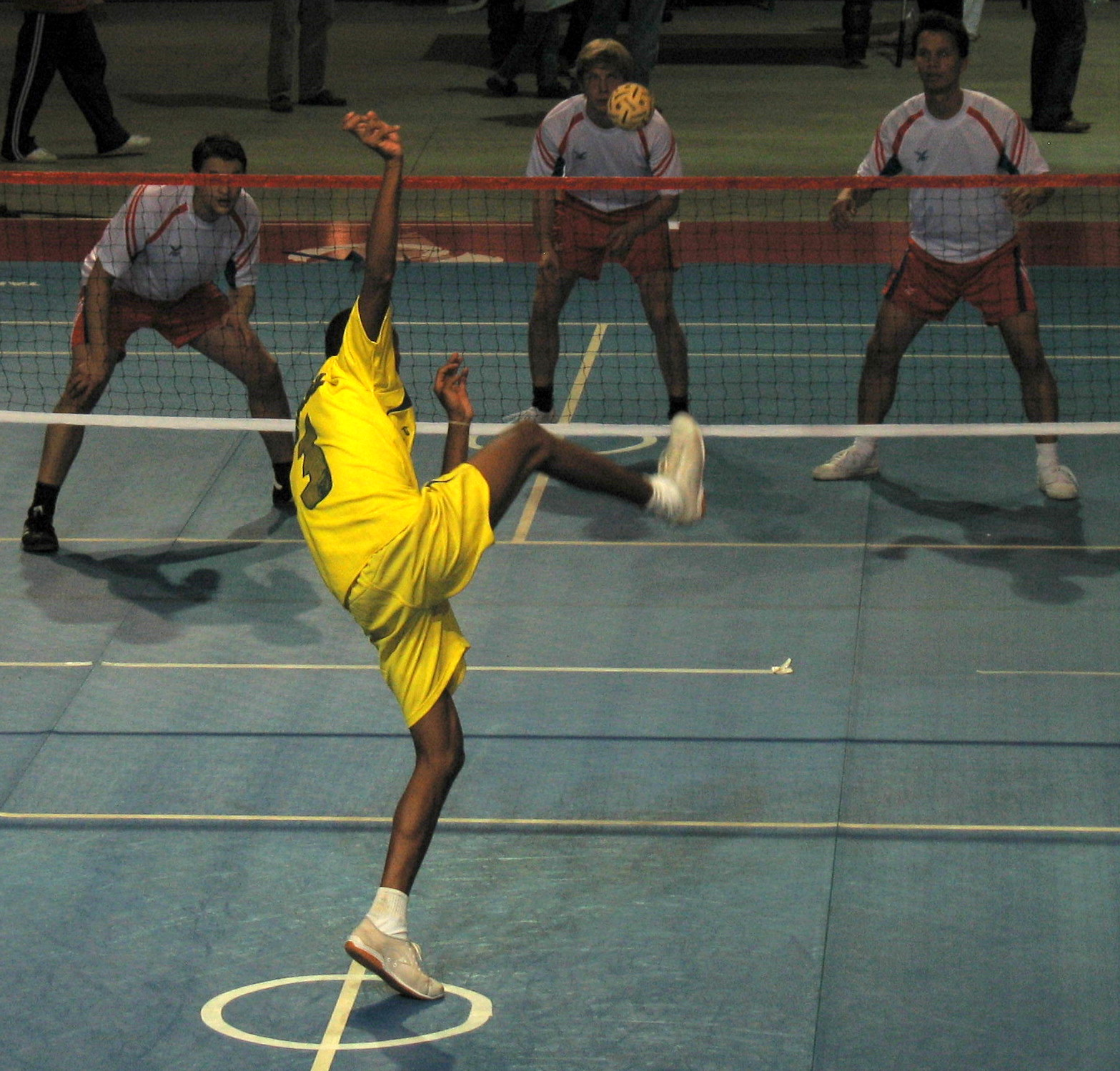
"Takrò" fue el deporte que tuvieron que jugar las parejas para ganar el Sexto Dragón Dorado.

- Sexto Dragón Dorado: las 2 parejas inmunes (Carlos y Lina & Javier y Huber) tendrán que competir para determinar quién ganará el Sexto Dragón Dorado. La competencia consiste en que las 2 parejas deben jugar "Takrò", la primera pareja que gane en dos sets, serán los beneficiados.
- Ganadores del Sexto Dragón Dorado: Carlos y Lina (Los Hermanos).

29 de enero: Capítulo 14
- Tercera Carrera por la Inmunidad (3ª Semana): Los participantes tienen que ir desde Mathong hasta Vientián; la primera pareja en llegar será inmune. Pero antes tienen que superar dos misiones.
  - Primera Misión: llegar a la bandera de Asia Express en Thangon Bridge, para escoger su propio pescado (en kg, asignado por la primera pareja en llegar al lugar) y llevarlo hasta la segunda parada.
  - Segunda Misión: llegar a la segunda parada en Wat Impeng, allí debe vender el pescado para luego así pagar un pasaje que está en la ruta, y luego por último deben ir al punto final, en el que llegue primero será el ganador.
- Tercera pareja inmune de la Etapa 3: Mario y Daniel (Padre e Hijo).

### Semana 4
Fechas de emisión: 1 de febrero - 5 de febrero de 2016
1 de febrero: Capítulo 15
- Tercera Corte Express: los participantes tienen que votar a una pareja, para que así compita en Corre por tu Vida. Los votos fueron los siguientes: los exnovios, Juliana y Juan (5 votos) — Los Rebuscadores, Jairo y Eliseo, (3 votos) — Los Esposos, Wilber y Uva, (1 voto) — Los campesinos, Armando y Jorge, (1 voto).
- Nominados:
  - Por llegada (en la 3ª Carrera por la Inmunidad semanal): María y Matilde (Las Comadres) — Stefania y Jaider (Cachaca y Costeño)
  - Por Votación (en la corte Express): Juliana y Juan (Los Exnovios) (5 votos)

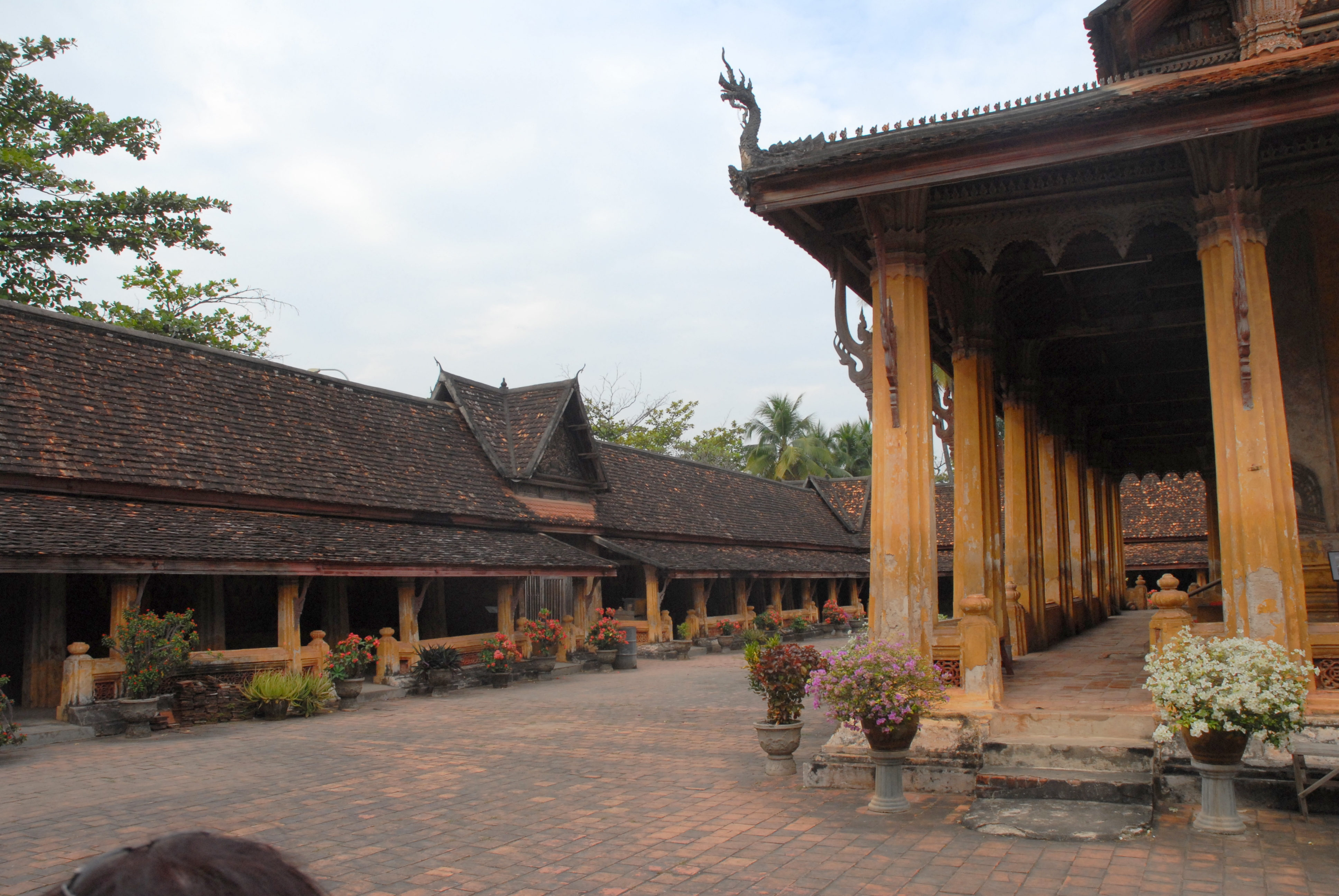
Wat Si Saket fue el escenario de este tercer Corre por tu vida.

- Reto de Corre por tu Vida: desde el Templo That, Ir a la primera parada en Wat Si Saket, que es un templo en donde tienen que contar cuantos budas hay y decírselo a un monje para verificar si es cierto, en la siguiente parada en Buddha Park, tiene que buscar a una estatua que esté acorde con la foto que llevan los participantes y tomarse una foto allí para que otro monje la verifique, en la siguiente parada desarmar un Jenga para formar la frase Asia Express con las fichas extraídas y finalmente en la última parada Conseguir un "Pakhuan" antes de llegar al punto de control para llevárselo al presentador del programa.
- Terceros Eliminados: Juliana y Juan (Los Exnovios).

Ruta de la 4ª etapa:  Pak Kadding, Laos (Punto de Partida) —  Nong Buoah Village, Laos (Punto de llegada)
2 de febrero: Capítulo 16
- Dragón Dorado: amuleto que equivale a 20 000 000 de pesos colombianos y será entregado a los participantes que lleguen en primer lugar en cada etapa, este dinero podrá ser cobrado en la final del programa.
- Objetivo: los 18 participantes deben Bordear el río Mekong hacia el sur hasta el punto de registro en Pak Kadding. Pero antes, deben ubicar las coordenadas del punto de registro en Ban Nam Lo, donde deben encontrar la dirección del siguiente punto de Control dentro de un balde lleno de pescado fermentado en Padek para pasar a la última misión de llegar a la meta. Las 3 primeras parejas en llegar compiten en el Juego del Dragón.
- Séptimo Dragón Dorado: las parejas que llegaron en los tres primeros lugares tendrán que competir para obtener el Séptimo Dragón Dorado. Las tres parejas son: los hermanos, Carlos y Lina (Primer lugar) — Las novias, Milena y Karen (Segundo lugar) — Los rebuscadores, Jairo y Eliseo (Tercer lugar). La prueba consiste en sacar agua del río y vaciarla en sus rivales para llenar un balde que sujetan en sus manos. El último que resista más peso del balde con agua se gana el premio.
- Ganadores del Séptimo Dragón Dorado: Milena y Karen (Las novias)

3 de febrero: Capítulo 17

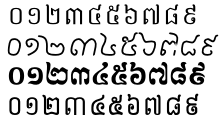
Los participantes tuvieron que aprender los múmeros en Lao, en la primera misión de la primera carrera por la inmunidad de esta cuarta semana.

- Primera Carrera por la Inmunidad (4ª Semana): los participantes tienen que recorrer la ruta hasta al punto de llegada, la primera pareja en terminar será inmune. Pero antes tienen que superar dos misiones.
  - Primera Misión: salir desde Pak Kaddng hasta Namkou Village School en donde deben aprender los números en Lao y resolver una operación matemática en la que consiste de encontrar el número de la solución en la camiseta de uno de los niños que juegan en el patio del colegio y llevarlo ante el profesor.
  - Segunda Misión: después en la segunda parada en That Sikhotabong, con los mismos números aprendidos, tratar de escoger el mejor medio de transporte (dependiendo en cuanto velocidad y ocupación de pasajeros) encontrados allí, para así después ir al punto de control en Tak Kek.
- Primera Pareja Inmune de la Etapa 4: Stefania y Jaider (La cachaca y el costeño), ganaron estadía como turistas y una cámara fotográfica.

4 de febrero: Capítulo 18
- Segunda Carrera por la Inmunidad (4ª Semana): los participantes tienen que llegar hasta el punto final en Talad Seno; La primera pareja en llegar será inmune. Pero antes tienen que superar 3 de 5 misiones.
  - Primera Misión: conseguir la túnica de un monje budista.
  - Segunda Misión: alguno de los dos debe afeitarse la cabeza al estilo monje budista.
  - Tercera Misión: deben servir las mesas en un restaurante local por 10 minutos.
  - Cuarta Misión: deben cambiar sus pantalones por los pantalones de dos locales.
  - Quinta Misión: deben conducir un tractor por 5 minutos.
- Segunda pareja inmune de la Etapa 4: Milena y Karen (Las novias), ganaron estadía como turistas y una cámara fotográfica.
- Octavo Dragón Dorado: las 2 parejas inmunes (Stefania y Jaider & Milena y Karen) tendrán que competir para determinar quién ganará el Octavo Dragón Dorado. La competencia consiste en que uno de cada pareja debe pescar una pequeñas esferas que equivale a un pez de un recipiente de varios peces y el otro descomponer de los mismos peces del dicho recipiente. La primera pareja que saquen todos los peces del recipiente, ya sea por medio de la pesca de las esferas o por descomponerlos, serán los beneficiados.
- Ganadores del Octavo Dragón Dorado: Stefania y Jaider (La cachaca y costeño).

5 de febrero: Capítulo 19
- Tercera Carrera por la Inmunidad (4ª Semana): los participantes tienen que ir desde Talag Seng hasta Wat Louang; la primera pareja en llegar será inmune. Pero antes tienen que superar dos misiones.
  - Primera Misión: llegar a la bandera de Asia Express en Oumnamkhong Village, para encontrar y extraer carbón y llevarlo a la destilería para preparar Lao Lao, un licor típico del país.
  - Segunda Misión: llegar a la segunda parada en Nanpong Lao Lao Distillry, allí debe elegir un ejemplar (entre insectos y/o reptiles) de cada acuario y sumergirlo en una botella de Lao Lao.
- Tercera pareja inmune de la Etapa 4: Javier y Huber (Los amigos).

### Semana 5
Fechas de emisión: 8 de febrero - 12 de febrero de 2016
8 de febrero: Capítulo 20
- Cuarta Corte Express: los participantes tienen que votar a una pareja, para que así compita en Corre por tu Vida. Los votos fueron los siguientes: las Comadres, María y Matilde (3+1 votos) — Los Rebuscadores, Jairo y Eliseo, (3 votos) — Padre e Hijo, Mario y Daniel, (2 voto) — Los campesinos, Armando y Jorge, (1 voto).
- Nominados:
  - Por llegada (en la 3ª Carrera por la Inmunidad semanal): Wilber y Uva (La Pareja) — Carlos y Lina (Los Hermanos)
  - Por Votación (en la corte Express): María y Matilde (Las Comadres) (3+1 votos)

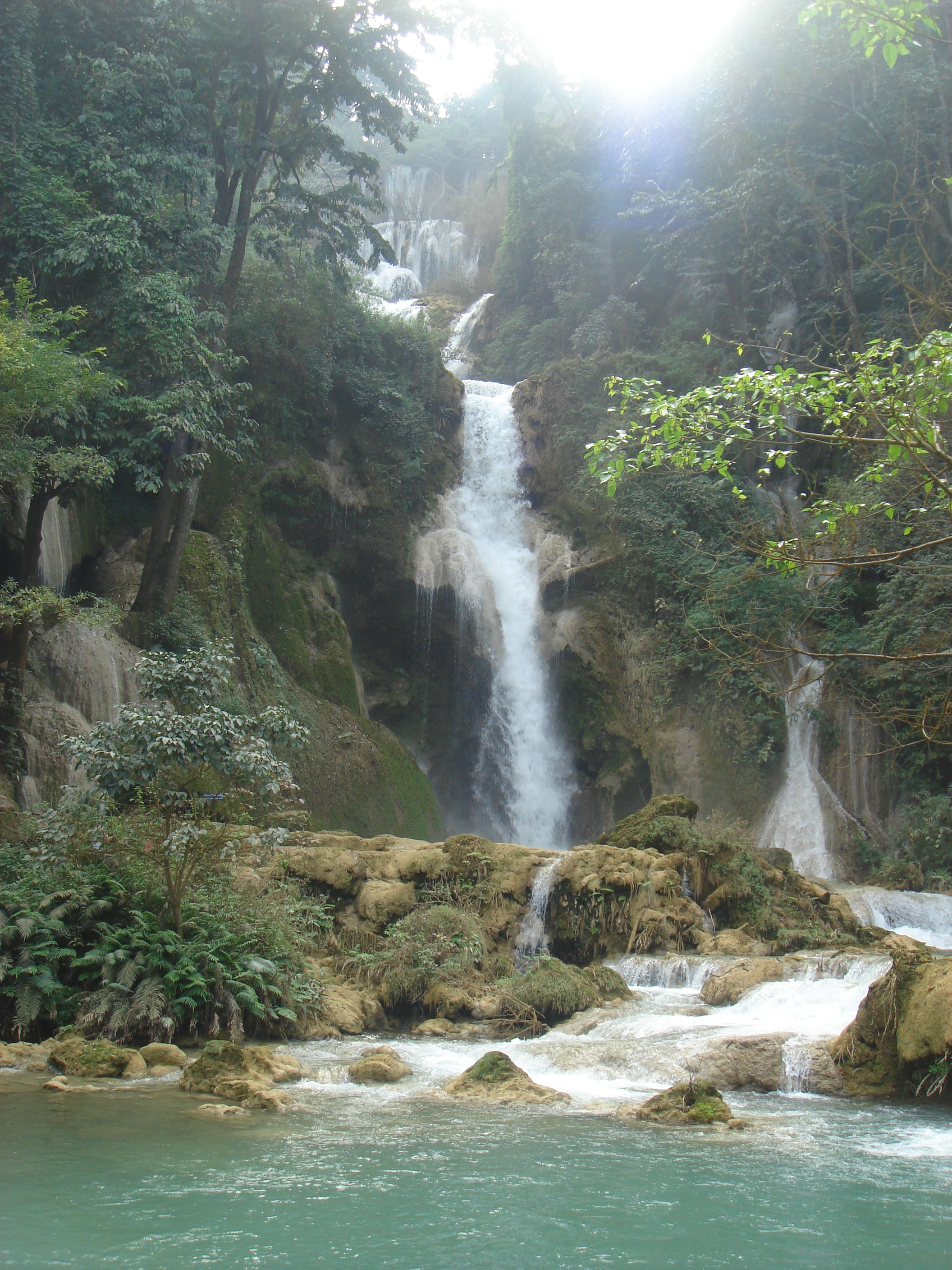
Cascada "Tat Lao", fue parte de este cuarto Corre por tu vida.

- Reto de Corre por tu Vida: desde un templo en Pakse, Ir a la primera parada en Nong Buoah Village, que deben hacer una cesta de mibre siguiendo las instrucciones de una local. Recibirán un recipiente de bambú vacío y deben ir hasta la cascada 'Tat Lao' en Tat lo Waterfall at San Vang route 20, para llenar el recipiente de bambú. En el camino deben terminar la canasta y regresarse a la mujer con el recipiente lleno de agua. Después ir en la segunda parada en Pakse General Market, donde deben traducir la lista de productos de la plaza de mercado en Lao y llevarlos a las direcciones escritas a domicilio, y por último en la penúltima parada desarmar un Jenga para formar la frase Asia Express con las fichas extraídas antes de llegar a la última parada que esta el punto de control del ganador.
- Cuartos Eliminados: Carlos y Lina (Los Hermanos).

Ruta de la 5ª etapa:  Stung Treng, Camboya (Punto de Partida) —  Phnom Penh, Camboya (Punto de llegada)
9 de febrero: Capítulo 21
- Dragón Dorado: amuleto que equivale a 20 000 000 de pesos colombianos y será entregado a los participantes que lleguen en primer lugar en cada etapa, este dinero podrá ser cobrado en la final del programa.
- Objetivo: en Stung Treng, Los 16 participantes con fotos que les han entregado en la escuela, deben buscar niños, llevarlos a salón y aprender palabras básicas en la escuela con la profesora. Luego van donde el director de la escuela y las recitan, si fallan deben regresar a clase, si lo logran salen rumbo a misión. En Tela Krama en la primera misión, deberán encontrar unas tijeras para cortar tela, luego deberán ponerse esta prenda en la cabeza y con la tela restante deberán cargar los contenedores de agua, para pasar a la segunda y última misión en Sandam Village de llegar a la meta. Las 3 primeras parejas en llegar compiten en el Juego del Dragón.
- Noveno Dragón Dorado: las parejas que llegaron en los tres primeros lugares tendrán que competir para obtener el Noveno Dragón Dorado. Las tres parejas son: la pareja, Wilber y Uva (Primer lugar) — Las Novias, Milena y Karen (2º lugar) — Cachaca y Costeño, Stefania y Jaider (Tercer lugar). La prueba consiste en que en los campos de arroz deberán estar amarrados por las muñecas e ir desenredando el aro con la llave que están atados a los tronco, al final deberán abrir el candado para usar la herramienta y la pala para regar las parcelas. El primero que haga la prueba se ganan el premio.
- Ganadores del Noveno Dragón Dorado: Stefania y Jaider (Cachaca y Costeño).

10 de febrero: Capítulo 22
- Primera Carrera por la Inmunidad (5ª Semana): los participantes tienen que recorrer la ruta hasta al punto de llegada, la primera pareja en terminar será inmune. Pero antes tienen que superar dos misiones.
  - Primera Misión: salir desde Stung Treng hasta Kampong Cham Central Market, en donde deben tomar en menos de 30 s las tarántulas, ponerlas en un recipiente y llevarlas vivas hasta la segunda misión. Después ir a Jroy Sneng Krobei, en donde deberán recolectar hormigas para luego comérselas.
  - Segunda Misión: después en la segunda parada en Pphoum Thmey, deben llegar al lugar establecido para que le friten las arañas para luego comérselas. Al final deberán llegar al Punto de registro en Kampong Cham para firmar el libro y así ganar la Inmunidad.
- Primera Pareja Inmune de la Etapa 5: Wilber y Uva (La Pareja), ganaron estadía como turistas y una cámara fotográfica.

11 de febrero: Capítulo 23
- Segunda Carrera por la Inmunidad (5ª Semana): los participantes desde Kampong Cham Central Market, tienen que llegar hasta el punto final en The Rubber Factory of Chamkar Andoung; La primera pareja en llegar será inmune. Pero antes tienen que superar 2 misiones.
  - Primera Misión: En la salida de la carrera, las parejas deberán buscar una vasija plástica en el mercado.
  - Segunda Misión: llegar al campo de recolección de Látex en Chomka Long Sreng Rubber Plantation y extraer una cantidad indicada.
- Segunda pareja inmune de la Etapa 5: Jairo y Eliseo (Los Rebuscadores), Ganaron estadía como turistas y una cámara fotográfica.
- Décimo Dragón Dorado: las 2 parejas inmunes (Wilber y Uva & Jairo y Eliseo) tendrán que competir para determinar quién ganará el Décimo Dragón Dorado. La competencia consiste en llevar en montacargas hasta el fondo de la pista, allí deberán recoger y cargar los bloques de caucho, y llevarlos al otro lado de la pista,  allí encontrarán un tablero donde deberán armar el símbolo de Asia Express. Después con el rompecabezas deben ponerlo en el montacargas y llevarlo hasta la marca. Los primeros en atravesar la marca serán los beneficiados.
- Ganadores del Décimo Dragón Dorado: Jairo y Eliseo (Los Rebuscadores).

12 de febrero: Capítulo 24

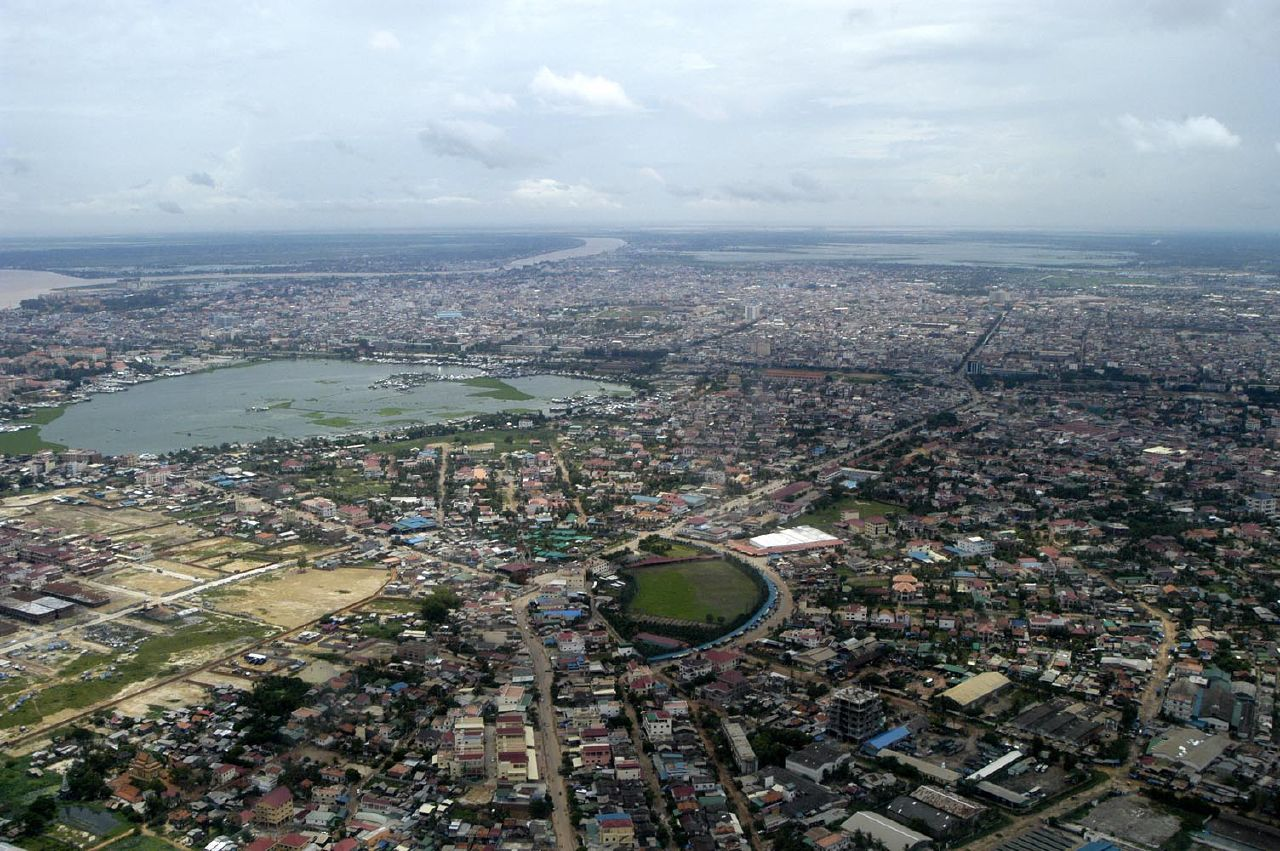
La ciudad Phnom Penh, fue el objetivo de esta Tercera Carrera por la Inmunidad de la semana 5.

- Tercera Carrera por la Inmunidad (5ª Semana): los participantes tienen que ir desde The Rubber Factory hasta Phnom Penh; la primera pareja en llegar será inmune. Pero antes tienen que superar dos misiones.
  - Primera Misión: llegar a la bandera de Asia Express en Vihear Suol Temple, para encontrar los datos detallados de la segunda parada y pasear a un buey de acuerdo con el tiempo establecido asignado por la primera pareja en llegar a este punto.
  - Segunda Misión: llegar a la segunda parada, allí debe elegir sí elegir "el camino corto" (que es tatuarse el nombre del lugar de llegada) o "el camino largo" (que es ir a un templo en un cerro y allí obtener la dirección escrita del punto de llegada). la primera pareja en llegar gana la última inmunidad semanal.
- Tercera pareja inmune de la Etapa 5: Milena y Karen (Las novias).

### Semana 6
Fechas de emisión: 15 de febrero - 19 de febrero de 2016
15 de febrero: Capítulo 25
- Quinta Corte Express: los participantes tienen que votar a una pareja, para que así compita en Corre por tu Vida. Los votos fueron los siguientes: las Comadres, María y Matilde (4+1 votos) — Los Amigos, Javier y Huber, (4 votos).
- Nominados:
  - Por llegada (en la 3ª Carrera por la Inmunidad semanal): Mario y Daniel (Padre e Hijo) — Armando y Jorge (Los Campesinos)
  - Por Votación (en la corte Express): María y Matilde (Las Comadres) (4+1 votos)
- Reto de Corre por tu Vida: desde Wat Phnom, Ir a la primera parada en Boardwalk, que donde las parejas deben elegir 3 banderas de diferente país, buscar los extranjeros que correspondan a dichas nacionalidades y convencerlos de que los acompañen y firmen el libro. Después ir en la segunda parada en un hotel, en donde deben llegar y allí recibirán la llamada de Iván quien les explicará que deben meterse a la piscina, sacar las cajas y con las 3 llaves escoger la correcta y abrirlas para encontrar la dirección del lugar donde encuentran la Torre del Dragón, y por último en la penúltima parada encontrar el lugar en Dreamland Amusement Park para subirse a una noria para ubicar desde lo alto el logo de Asia Express que es el lugar exacto en donde deben desarmar un Jenga para formar la frase Asia Express con las fichas extraídas antes de llegar a la última parada que está el punto de control del ganador. La última pareja en llegar será la eliminada.
- Quintas Eliminadas: María y Matilde (Las Comadres).

Ruta de la 6ª etapa:  Wat Phnom, Camboya (Punto de Partida)  —  Pre Rup Temple, Camboya (Punto de llegada)
16 de febrero: Capítulo 26
- Dragón Dorado: Amuleto que equivale a 20 000 000 de pesos colombianos y será entregado a los participantes que lleguen en primer lugar en cada etapa, este dinero podrá ser cobrado en la final del programa.
- Objetivo: en Wat Phnom, Los 14 participantes deben aprenderse un baile típico de Camboya; El orden de salida va desde el que mejor lo hizo hasta el de peor desempeño. El intervalo de salida entre cada pareja es de 2 minutos. En Prey Khmer Commune Center, deben tomar un tractor y conducir hasta una mina de arcilla dónde deben recolectar, hasta juntar 10 kilos para cumplir la misión, para pasar a la última misión en Pottery in Andoung Rusey Village de llegar a la meta. Las 3 primeras parejas en llegar compiten en el Juego del Dragón.

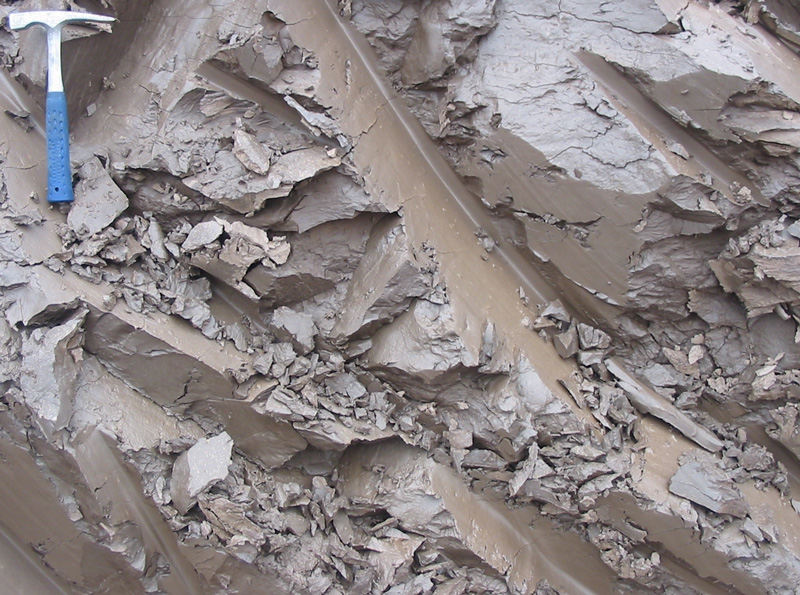
Arcilla, fue el material que se usó en la competencia por el Undécimo Dragón Dorado.

- Undécimo Dragón Dorado: las parejas que llegaron en los tres primeros lugares tendrán que competir para obtener el Undécimo Dragón Dorado. Las tres parejas son: la pareja, Wilber y Uva (Primer lugar) — Las Novias, Milena y Karen (Segundo lugar) — Cachaca y Costeño, Stefania y Jaider (Tercer lugar). La prueba consiste en llevar en una carroza varias piezas de arcilla (sin dejarlas caer y/o romper o si no serán penalizados, con un minuto más en su puntaje final) y entregarlas en determinados puntos en una villa. La pareja que realice la prueba en el menor tiempo, obtendrá el premio.
- Ganadores del Undécimo Dragón Dorado: Stefania y Jaider (Cachaca y Costeño).

17 de febrero: Capítulo 27
- Primera Carrera por la Inmunidad (6ª Semana): los participantes tienen que recorrer la ruta hasta al punto de llegada, la primera pareja en terminar será inmune. Pero antes tienen que superar dos misiones.
  - Primera Misión: salir desde Pottery in Andoung Rusey Village hasta Kampong Chhnang, en donde cada pareja tiene una foto con una casa, deben buscar esta casa y una vez allí, recoger un paquete.
  - Segunda Misión: después en la segunda parada en el pueblo flotante de Kampong Luong, deben llegar a entregar el paquete a una dirección asignada, teniendo en cuenta que el vecindario por el que transitan está rodeado de agua. Al final deberán llegar al Punto de registro en Sampov Meas Island en Pursat, para firmar el libro y así ganar la Inmunidad.
- Primera Pareja Inmune de la Etapa 6: Stefania y Jaider (Cachaca y Costeño), ganaron estadía como turistas y una cámara fotográfica.

18 de febrero: Capítulo 28
- Segunda Carrera por la Inmunidad (6ª Semana): los participantes desde Sampov Island, tienen que llegar hasta el punto final en Banteay Chhmar; la primera pareja en llegar será inmune. Pero antes tienen que superar 2 misiones.
  - Primera Misión: cada pareja debe llevar un bloque de hielo de 30 kg hasta el final del recorrido y evitar que se funda, al llegar al punto de control cada bloque será pesado y aquella pareja que haya logrado conservar más kg del bloque será la ganadora.
  - Segunda Misión: llegar en Sor Keng Garden Riverside y allí comprar una réplica del Angkor Wat que cuesta 20 dólares, para esto deberán escoger a un artista local y hacer un show callejero para juntar el dinero necesario para la compra de la réplica.
- Segunda pareja inmune de la Etapa 5: Mario y Daniel (Padre e Hijo), Ganaron estadía como turistas y una cámara fotográfica.
- Duodécimo Dragón Dorado: las 2 parejas inmunes (Stefania y Jaider & Mario y Daniel) tendrán que competir para determinar quién ganará el Duodécimo Dragón Dorado. La competencia consiste en Conseguir 3 pergaminos ubicados en diferentes partes de Angkor por medio de radios (uno dirigiendo desde el mapa y el otro desde el sitio de juego) y armar una frase con ellos. Los primeros en completar la prueba serán los beneficiados.
- Ganadores del Décimo Dragón Dorado: Stefania y Jaider (Cachaca y Costeño).

19 de febrero: Capítulo 29

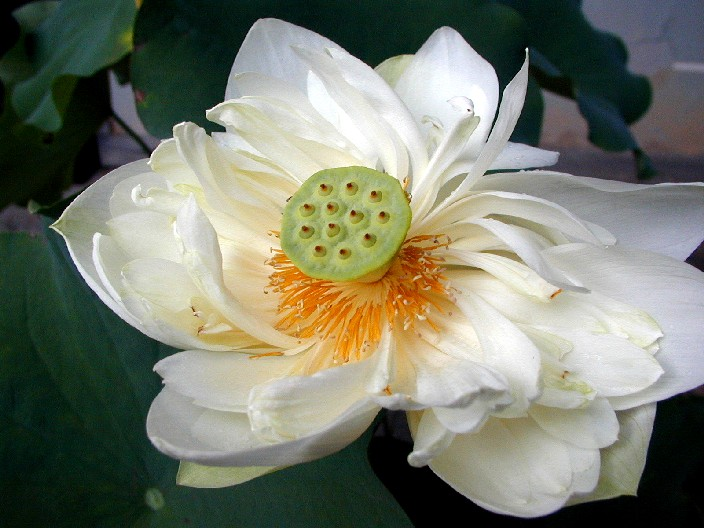
Lotus, fue la flor que se usó en la segunda misión de esta Tercera Carrera por la Inmunidad de la Semana 6.

- Tercera Carrera por la Inmunidad (6ª Semana): Los participantes tienen que ir desde Banteay Chhmar hasta Pre Rup Temple; la primera pareja en llegar será inmune. Pero antes tienen que superar dos misiones.
  - Primera Misión: llegar a la bandera de Asia Express en Preah Nert Preah, allí deben tallar el logo de Asia Express en piedra, en caso de no quedar bien deben pagar una penalidad de 10 minutos.
  - Segunda Misión: llegar a la segunda parada en Lotus Farm, allí deben hacer de acuerdo con el tiempo establecido asignado por la primera pareja en llegar a este punto. Los participantes deben hacer 2 metros de hilo de buena calidad, extraído del tallo de las flores de Lotus y la calidad de este será juzgado por una trabajadora de allí y después de ello ir al punto final. la primera pareja en llegar en la última parada en Pre Rup Temple gana la última inmunidad semanal.
- Tercera pareja inmune de la Etapa 6: Jairo y Eliseo (Los Rebuscadores).

### Semana 7
Fechas de emisión: 22 de febrero - 26 de febrero de 2016
22 de febrero: Capítulo 30
- Sexta Corte Express: los participantes tienen que votar a una pareja, para que así compita en Corre por tu Vida. Los votos fueron los siguientes: las novias, Milena y Karen (4 votos) —  La Pareja, Wilber y Uva (3 votos).
- Nominados:
  - Por llegada (en la 3ª Carrera por la Inmunidad semanal): Armando y Jorge (Los Campesinos) - Javier y Huber (Los Amigos).
  - Por Votación (en la corte Express):  Milena y Karen (Las Novias) (4 votos)
- Reto de Corre por tu Vida: desde East Mibon Temple, Ir a la primera parada en Prasat Bakong, que donde las parejas deben tomarse una fotografía junto a 10 turistas en la cima del templo. Después ir en la segunda parada en Bayon Temple, en donde deben deben llegar al templo y armar una estructura de cuatro caras en un rompecabezas hecha de fichas de icopor, y por último en la penúltima parada encontrar el lugar en donde deben desarmar un Jenga para formar la frase Asia Express con las fichas extraídas antes de llegar a la última parada que esta el punto de control del ganador. La última pareja en llegar será la eliminada.
- Sextos Eliminados: Armando y Jorge (Los Campesinos).

Ruta de la 7ª etapa:  Thetsaban Mueang Buri Ram Fresh, Tailandia (Punto de Partida) —  Sukhothai, Tailandia (Punto de llegada)
23 de febrero: Capítulo 31
- Dragón Dorado: amuleto que equivale a 20 000 000 de pesos colombianos y será entregado a los participantes que lleguen en primer lugar en cada etapa, este dinero podrá ser cobrado en la final del programa.
- Objetivo: en Thetsaban Mueang Buri Ram Fresh Market, Los 12 participantes deben hacen entrega de varias fotos con diferentes imàgenes de elefantes emblemáticos de la ciudad y tienen que buscar los monumentos que aparecen en las fotografías; El orden de salida fue igual, pero se distribuye con la prueba de las fotos, que va desde el primero que lo hizo hasta el último. Por el camino deben convencer a dos locales que intercambien camisetas del equipo de fútbol de Tailandia, por cualquier camiseta o prenda de ellos. Luego tienen que ir al último punto en Baan Ta Klang Elephant Village para cumplir la misión de llegar a la meta. Las 3 primeras parejas en llegar compiten en el Juego del Dragón.
- Decimotercer Dragón Dorado: las parejas que llegaron en los tres primeros lugares tendrán que competir para obtener el Decimotercer Dragón Dorado. Las tres parejas son: Cachaca y Costeño, Stefania y Jaider (Primer lugar) — Las Novias, Milena y Karen (Segundo lugar) — Padre e Hijo, Mario y Daniel (Tercer lugar). La prueba consiste en llevar en una base varias frutas (sin dejarlas caer ya que no se pueden recuperar) con varios obstáculos de equilibrio por recorridos y ponerlas en una canasta grande al final. La pareja que obtenga más peso en dicha canasta grande, obtendrá el premio.
- Ganadores del Decimotercer Dragón Dorado: Stefania y Jaider (Cachaca y Costeño).

24 de febrero: Capítulo 32
- Primera Carrera por la Inmunidad (7ª Semana): los participantes tienen que recorrer la ruta hasta al punto de llegada, la primera pareja en terminar será inmune. También, se les anunció que iban a ser intercambiados todas las parejas en competencia, solo por esta vez. Quedando las parejas de la siguiente manera: Jaider y Milena — Mario y Wilber — Daniel y Stefanía — Uva y Jairo — Huber y Eliseo — Karen y Leo. Pero antes tienen que superar dos misiones.
  - Primera Misión: salir desde Baan Ta Klang Elephant Village hasta Wat Srajuntrawas Phonlarat St. Phone Khon Kaer, encontrar dentro de un plato de arroz una aguja y dos palos para la segunda misión.
  - Segunda Misión: después de la parada en Wat Srajuntrawas Phonlarat St. Phone Khon Kaer ir a Wat Sawang Srivichai, en donde deben Hacer una guirnalda con la aguja que encontraron dentro del plato de arroz y con los palitos deberán comerse una libra de arroz. Al final deberán llegar al Punto de registro en Wat Nong Waeng Nai Muang Distric Khon Kaer, para firmar el libro y así ganar la Inmunidad.
- Primera Pareja Inmune de la Etapa 7: Wilber y Uva (La Pareja), ganaron estadía como turistas y una cámara fotográfica.

25 de febrero: Capítulo 33
- Dragón Dorado: amuleto que equivale a 20 000 000 de pesos colombianos y será entregado a los participantes que lleguen en primer lugar en cada etapa, este dinero podrá ser cobrado en la final del programa.
- Objetivo: en la segunda prueba de dragón dorado de la etapa 7 en Wat Nong Waeng Nai Muang Distric Khon Kaer, los 12 participantes restantes (sin la pareja inmune) deben Reunir 10 personas y tomarse una foto con todos ellos sonriendo. El orden de salida, se determina por el orden de llegada en la prueba anterior. El intervalo de salida entre cada pareja es de 2 minutos. En Lom - Sak Clock Tower, deben subir a un karaoke taxi, convencer dos locales para que canten con la pareja, deberán cantar tres canciones y el taxi solo avanzara mientras ellos cantan, si paran de cantar el taxi se detiene. Hay tres estaciones donde deben conseguir nuevos locales hasta completar el recorrido. La primera pareja en llegar en Ban Ba Yo School Playground compite en el Juego del Dragón junto con la pareja inmune.
- Decimocuarto Dragón Dorado: las parejas que van a competir para obtener el Decimocuarto Dragón Dorado. Las 2 parejas son: La Pareja, Wilber y Uva (Primer lugar de la primera prueba de inmunidad de la etapa 7) — Cachaca y Costeño, Stefania y Jaider (Primer lugar de la 2 ͩ ª prueba semanal de Dragón Dorado de la etapa 7). La prueba consiste en que las parejas pasen una pista de obstáculos sosteniendo un sándwich con mermelada en la frente (sándwich que deje caer o llevar hasta el final en mal estado no será válido) con un máximo de 3 por recorrido hasta completar 10 sándwich que serán evaluados por una juez al final del mismo. La pareja que realice la prueba en el menor tiempo, obtendrá el premio.
- Ganadores del Decimocuarto Dragón Dorado: Stefania y Jaider (Cachaca y Costeño).

26 de febrero: Capítulo 34

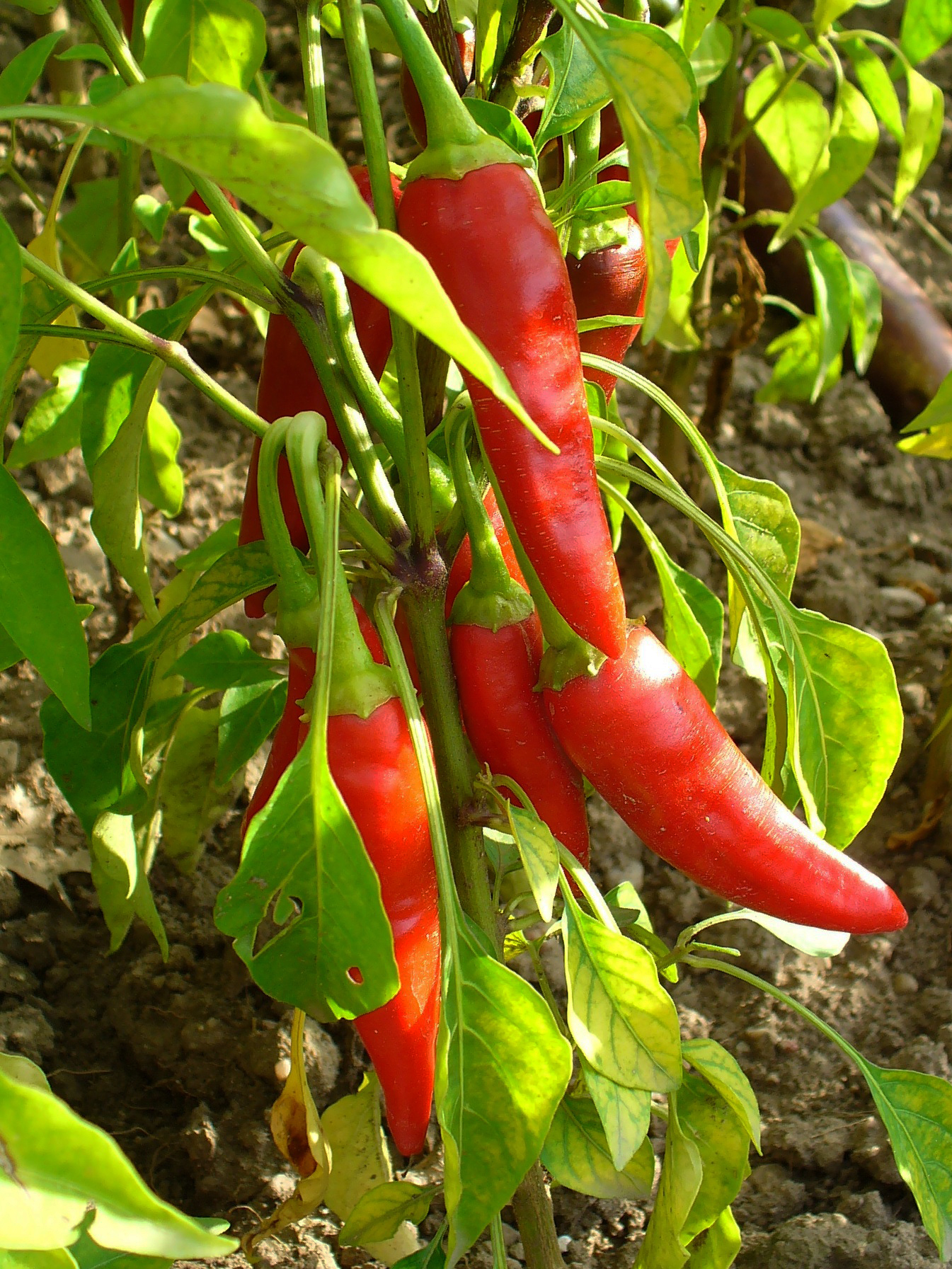
Chile rojo, fue el ingrediente, esencial en esta Segunda Carrera por la Inmunidad (7ª Semana).

- Segunda Carrera por la Inmunidad (7ª Semana): los participantes deben comer un plato de Pad thai, y tienen que adivinar uno de los ingrediente que tiene; El orden de salida va desde el primero que acertó hasta el último. Desde Ban Ba Yo School Playground, tienen que recorrer la ruta hasta al punto de llegada en Sukhothai Historical Park. la primera pareja en terminar será inmune. Pero antes tienen que superar dos misiones.
  - Primera Misión: en Chili Farm, Los participantes tienen que recolectar 300 gramos de chile rojo y llevarlos a Sukhothai New City Down Town, donde es la segunda misión.
  - Segunda Misión: después en Sukhothai New City Down Town, deben entregar los chiles recolectados en un mercado local y tomarse una sopa que les darán con un chile extra, la primera pareja en llegar deberá decidir cuantos chiles le coloca a las parejas que lleguen después de ellos. A medida que se van tomando la sopa con la cantidad de chiles que tienen en sus platos, puede ir siguiendo hasta el último punto en Sukhothai Historical Park, en donde el primero que llegue obtendrá la segunda inmunidad de esta etapa 7.
- Segunda Pareja Inmune de la Etapa 7: Mario y Daniel (Padre e Hijo), ganaron estadía como turistas y una cámara fotográfica.

### Semana 8
Fechas de emisión: 29 de febrero - 4 de marzo de 2016
29 de febrero: Capítulo 35
- Séptima Corte Express: los participantes tienen que votar a una pareja, para que así compita en Corre por tu Vida. Los votos fueron los siguientes: los Rebuscadores, Jairo y Eliseo (3+1 votos) —  Los Amigos, Javier y Huber (3 votos).
- Nominados:
  - Por llegada (en la 3ª Carrera por la Inmunidad semanal): Stefania y Jaider (Cachaca y Costeño) - Milena y Karen (Las novias).
  - Por Votación (en la Corte Express):  Jairo y Eliseo (Los Rebuscadores) (3+1 votos)
- Reto de Corre por tu Vida: desde Sukhothai Historical Park, Ir a la primera parada en Ruean Pha Thai Silk Shop, donde las parejas deben estudiar los patrones de los vestidos de seda sukhothai, luego deben ir al jardín y encontrar tres mujeres que luzcan los patrones aprendidos, cada error se penalizará con 5 minutos de espera. Después ir en la segunda parada en Phitsanulok Downtown, en donde deben deben llegar y hacer sonar un gong como lo hacen los monjes tailandeses valiéndose únicamente de sus manos hasta alcanzar 100 decibeles, y por último antes de ir a la última parada en Sukhothai, encontrar el lugar en donde deben desarmar un Jenga para formar la frase Asia Express con las fichas extraídas para después llegar a la última parada, donde que esta el punto de control del ganador. La última pareja en llegar será la eliminada.
- Séptimas Eliminadas: Milena y Karen (Las novias).

Ruta de la 8ª etapa:  Sukhothai, Tailandia (Punto de Partida) —  King Naresuan at Prachulamanee Pagoda in Wat Kiriwong, Tailandia (Punto de llegada)
1 de marzo: Capítulo 36

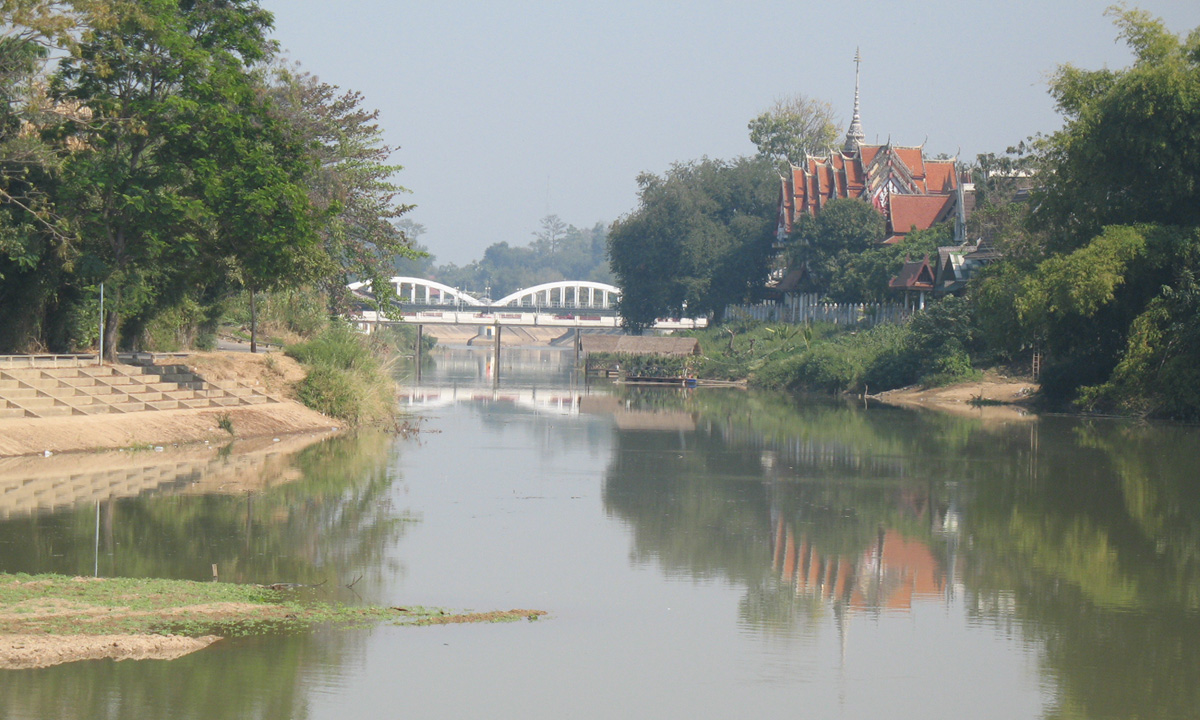
Khelang Nakhon Park, fue el punto final para después, competir en el Decimoquinto Dragón Dorado.

- Dragón Dorado: amuleto que equivale a 20 000 000 de pesos colombianos y será entregado a los participantes que lleguen en primer lugar en cada etapa, este dinero podrá ser cobrado en la final del programa.
- Objetivo: en Sukhothai Historical Park, los 10 participantes (tienen que desplazarse en solo carros y/o personas que contengan amuletos) deben ir a Som Sa Mai Gold Shop, en donde deben adivinar cuál es el collar más costoso en una tienda de oro eligiendo entre varias opciones, cada error tienen una penalidad de 15 minutos. Luego tienen que ir al último punto en Khelang Nakhon Park para cumplir la misión de llegar a la meta. Las 3 primeras parejas en llegar compiten en el Juego del Dragón.
- Decimoquinto Dragón Dorado: las parejas que llegaron en los tres primeros lugares tendrán que competir para obtener el Decimoquinto Dragón Dorado. Las tres parejas son: Cachaca y Costeño, Stefania y Jaider (Primer lugar) — La Pareja, Wilber y Uva (Segundo lugar) — Los Amigos, Javier y Huber (Tercer lugar). La prueba consiste en embocar una de las ocho herraduras que tienen en un palo, luego deben escoger uno de los coches, guiarlos por una pista de obstáculos recogiendo elementos para decorarlo, la primera pareja que termine se lleva el dragón dorado.
- Ganadores del Decimoquinto Dragón Dorado: Wilber y Uva (La Pareja).

2 de marzo: Capítulo 37
- Dragón Dorado: amuleto que equivale a 20 000 000 de pesos colombianos que serán intercambiados por los participantes y será entregado a la pareja que lleguen en primer lugar de esta prueba en esta etapa; Este dinero podrá ser cobrado en la final del programa.
- Objetivo: las parejas podrán quedarse con un dragón de una de sus parejas rivales (asignados gradualmente por búsqueda de las esposas), si logran descubrir la combinación secreta que lleva la maleta de cada una de las parejas.
- Primer Dragón Dorado de Intercambio: la prueba consiste en que las parejas deben ir desde Khelang Nakhon Park para Phra Kruba Srivichai Monument, y allí deben depositar en el templo, una moneda en cada una de las alcancías y contarlas para encontrar los primeros números de la combinación del maletín. Luego deben llegar a The Meridean Hotel para encontrar el segundo número de la combinación. Y, por último deben llegar al punto de control en Wat Chedi Luang, dónde deben adivinar el tercer número por turnos según sus posiciones de llegada.
- Ganadores del Dragón Dorado Intercambiado: Jairo y Eliseo (Los Rebuscadores).

3 de marzo: capítulo 38
- Dragón Dorado: amuleto que equivale a 20 000 000 de pesos colombianos y será entregado a los participantes que lleguen en primer lugar en cada etapa, este dinero podrá ser cobrado en la final del programa.
- Objetivo: los 8 participantes (sin Jairo y Eliseo), deben desde Wat Chedi Luang salir (de acuerdo con el tiempo que tarden haciendo de unos collares y anillos típicos de la tribu Padaung) a Wat Phra That Lampang Luang , para encontrar el palo con su nombre, apoyar el mismo en el árbol principal y después seguir para el punto de control en Somdej Prachao Taksin Maharat Shrine in Tak. Si logran llegar de primeros tiene el privilegio de competir por el dragón dorado junto con la pareja de Jairo y Eliseo.
- Decimosexto Dragón Dorado: las 2 parejas mencionadas a continuación tendrán que competir para obtener el Decimosexto Dragón Dorado. Las dos parejas son: Jairo y Eliseo (Los Rebuscadores) & Javier y Huber (Los Amigos).

La prueba consiste qué, con el bambú deben hacen un instrumento similar a una flauta. Las parejas recibirán fotos de las casas y deben ir "por misiones" a cada una de ellas para recoger las piezas y construir una flauta de bambú. Por cada casa deben superar «una sencilla prueba asignada por cada misión.» Al final la pareja que arme primero la flauta y la haga sonar se lleva el dragón dorado.
- Ganadores del Decimosexto Dragón Dorado: Jairo y Eliseo (Los Rebuscadores).

4 de marzo: capítulo 39
- Primera Carrera por la Inmunidad: (etapa 8) los participantes tienen que recorrer toda la ruta, la primera pareja en llegar será inmune. Pero antes tienen que superar dos misiones.
  - Primera Misión: desde Somdej Prachao Taksin Maharat Shrine in Tak debe ir a Central Market of Kamphaeng Pet, en donde tienen que escoger un sobre y hacer las respectivas compras de las ofrendas que deberán llevar hasta el siguiente punto de la carrera.
  - Segunda Misión: en la segunda parada en Nong Baen Wood Shop, Tomar la casa más pequeña, asignar las demás casas a las otras parejas y transportarla hasta la siguiente bandera y hacer la ofrenda correspondiente. El que llegue primero al punto de registro en King Naresuan at Prachulamanee Pagoda in Wat Kiriwong, gana la inmunidad y se hace merecedor de asegurar su cupo en la recta final de la competencia. Mientras que las dos últimas quedan sentenciadas a ‘corre por tu vida’.
- Primera Pareja Inmune de la Etapa 8: Mario y Daniel (Padre e hijo), ganaron del primer cupo para la gran final y estadía como turistas y una cámara fotográfica.
- Nominados:
  - Por llegada (en la 1ª Carrera por la Inmunidad semanal): Stefania y Jaider (Cachaca y Costeño) - Javier y Huber (Los amigos).

### Semana 9
Fechas de emisión: 7 de marzo - 14 de marzo de 2016
7 de marzo: Capítulo 40
- Octava Corte Express: los participantes tienen que votar a una pareja, para que así compita en Corre por tu Vida. Los votos fueron los siguientes: Los Rebuscadores, Jairo y Eliseo (3 votos) —  La pareja, Wilber y Uva (2 votos).
- Nominados:
  - Por llegada (en la 3ª Carrera por la Inmunidad semanal): Stefania y Jaider (Cachaca y Costeño) - Javier y Huber (Los Amigos).
  - Por Votación (en la Corte Express):  Jairo y Eliseo (Los Rebuscadores) (3 votos)
- Reto de Corre por tu Vida: desde Cairo Roti en Wat Chai Watthanaram, Ir a la primera parada en Suan Som Dej Park Main Entrance Rob Mueng Road, donde las parejas con ayuda de un mapa deben con un triciclo desplazarse por el sector encontrando 3 piezas que forman la ubicación exacta donde deberán dirigirse para encontrar la ubicación exacta de su segunda misión. Después ir en la segunda parada en Lop Buri Monkey Temple Phra Prang Sam Yod, en donde deben alimentar a los primates del templo con fruta de una canasta que pesa 15 kg y tendrán que dejar en la canasta 5 kg una vez alimenten a dichos animales, y por último yendo para el punto de control, deben encontrar el sector (que está retratado en una foto) en donde tienen que desarmar un Jenga para formar la frase Asia Express con las fichas extraídas para después llegar al sitio final en Ayutthaya, donde esta el punto de control del ganador. La última pareja en llegar será la eliminada.
- Octavos Eliminados: Javier y Huber (Los amigos).

Ruta de la 9ª etapa:  Ayutthaya, Tailandia (Punto de Partida) —  Bangkok, Tailandia (Punto de llegada)
8 de marzo: Capítulo 41
- Dragón Dorado: amuleto que equivale a 20 000 000 de pesos colombianos y será entregado a los participantes que lleguen en primer lugar en cada etapa, este dinero podrá ser cobrado en la final del programa.
- Objetivo: en Cairo Roti, los 8 participantes deben ir a Suphan Buri. Al principio de la misión deben acertar con una pregunta suministrada (sí erran se le dará una penalidad de 5 minutos) para arrancar a la primera parada en KK Airport, allí solo uno de cada pareja tiene que subirse a una avioneta para ubicar desde el aire el punto final y memorizarlo para después ir al dicho punto en Gate City Pillar Shrine en Suphan Buri para la llegada a la meta, pero antes de pisar el tapete deben responder a otra pregunta asignada. Las 2 primeras parejas en llegar compiten en el Juego del Dragón.
- Decimoséptimo Dragón Dorado: las 2 parejas que llegaron de primeros lugares tendrán que competir para obtener el Decimoséptimo Dragón Dorado. Las dos parejas son: Cachaca y Costeño, Stefania y Jaider (Primer lugar) — Padre e Hijo, Mario y Daniel (Segundo lugar). La prueba consiste en pasar la carrera con obstáculos por relevos vestidos de dragón, para llevarle tres ofrendas florales (uno por relevo) a unas personas presentes en el lugar. La primera pareja que termine se lleva el dragón dorado.
- Ganadores del Decimoséptimo Dragón Dorado: Mario y Daniel (Padre e Hijo).

9 de marzo: Capítulo 42
- Reto de Corre por tu Vida: desde Suphan Buri, Ir a la primera parada en Chao Pho Phraya Chak Shrine in U-thong, en donde deben reconocer los animales del calendario por año según el horóscopo chino y ordenarlos en una plataforma (sí erran se le dará una penalidad de 5 minutos). Después deben ir en la segunda parada en Cave Beside Wat Khao Chong Phran, en donde deben entrar al templo de los murciélagos, llenar dos bolsas con excremento de estos animales y entregárselas a un granjero que les dará la ubicación del lugar de llegada; Y por último yendo para el punto de control, deben encontrar el sector en donde tienen que desarmar un Jenga para formar la frase Asia Express con las fichas extraídas para después llegar al sitio final en Wat Chong Lom, donde esta el punto de control del ganador. La última pareja en llegar será la eliminada.
- Novenos Eliminados: Stefania y Jaider (Cachaca y Costeño).

10 de marzo: Capítulo 43
- Dragón Dorado: amuleto que equivale a 20 000 000 de pesos colombianos y será entregado a los participantes que lleguen en primer lugar en cada etapa, este dinero podrá ser cobrado en la final del programa.
- Objetivo: en , los 6 participantes deben ir desde Wat Chong Lom a Dammoen Saduak Floating Market en la primera parada en la que debe remar hasta la casa de una mujer local para ayudarle con las labores del mercado, un miembro de la pareja rema mientras el otro ayuda a ella con la preparación de la fruta. Después ir a Wat Sampran en donde deberán llegar al último piso de un edificio donde un monje los estará esperando para entregarles el nombre completo de Bangkok el cual deben memorizar hasta la siguiente bandera. Luego ir a Sathon Port Thonburi at Charoen Nakhon RD at Taksin Bridge, para recitar el nombre completo de Bangkok para poder cruzar el río y llegar a Bangkok; y por último ir al punto de control en Bangkok Mail Center. Las 2 primeras parejas en llegar compiten en el Juego del Dragón.
- Decimoctavo Dragón Dorado: las 2 parejas que llegaron de primeros lugares tendrán que competir para obtener el Decimoctavo Dragón Dorado. Las dos parejas son: la pareja, Wilber y Uva (Primer lugar) — Padre e Hijo, Mario y Daniel (Segundo lugar). La prueba consiste en conseguir 10 personas en la sala de espera de una estación por relevos para conseguir en ellos los números y signos para traducirlos al español y luego descifrar la operación matemática. La primera pareja que termine con la respuesta correcta, se lleva el dragón dorado.
- Ganadores del Decimoctavo Dragón Dorado: Mario y Daniel (Padre e Hijo).

11 de marzo: Capítulo 44
- Reto de Corre por tu Vida: los participantes recibirán solo 400 baths para cumplir las misiones y deben gastarlos en los diferentes medios de transporten pero sin pasarsen de la cifra establecida. Desde Bangkok Mail Center, Ir a la primera parada en Big C Rajdamri, en donde deben desplazarse ellos en tren hasta Makkasan Railway Station y allí encontrar un billete de lotería con el mismo número que les fue entregado en un sobre con anterioridad. Después deben ir al muelle de Pratunam Pier y coger un medio de transporte acuático para llegar en la segunda parada en Pak Khlong Talad Market Main Entrance at Chakphet Road, en donde allí deben en la plaza de mercado recibir una lista en la que deben recolectar un mercado, pero uno de los integrantes de la pareja irá con los ojos vendados arrastrando la canasta donde va el otro compañero orientándolo, al final el director de mercado revisará que estén todos los elementos o productos y sí falta alguno les tocará regresar a buscarlo de nuevo. Después ir a Wat Rakang y allí un miembro de cada una de las parejas deben encontrar el buda que representa el día de su nacimiento, en la que entonces deben que averiguarlo antes; Y por último yendo para el punto de control, deben encontrar el sector en Ratchadamri Rd., donde tienen que desarmar un Jenga para formar la frase Asia Express con las fichas extraídas para después llegar al sitio final en Wat Phu Khao Tong, donde esta el punto de control del ganador. La última pareja en llegar será la eliminada.
- Decimos Eliminados: Wilber y Uva (La Pareja).

14 de marzo: Capítulo 45
- Reto de Corre por tu Vida: desde Wat Phu Khao Tong, deben ir hasta el punto final en Wat Pho 2, cumpliendo las siguientes misiones:
  - Primera Misión: en What Pho 1, deben recibir una demostración del famoso masaje tailandés y replicarlo a 5 turistas del lugar por un tiempo de 3 minutos cada uno.
  - Segunda Misión: después ir a Lumpini Park Gate 1, en donde deben encontrar el dragón dorado que se ha estado moviendo alrededor del Parque Lumpini.
  - Tercera Misión: después ir a Chakrit Muay Thai School, en donde deben recibir una clase de Moai Tai y estar atento a las instrucciones para completar la misión.
  - Cuarta Misión: después ir a Rajadamnern Stadium, en donde las parejas deben disputar una pelea de Moai Tai entre sí y explotar los globos de su contrincante.
  - Quinta Misión: después rumbo a Prince Palace Hotel, Tomarse una foto en el monumento a la victoria.
  - Sexta Misión: al llegar a Prince Palace Hotel, dirigirse al dicho hotel, romper los dragones que han recolectado para encontrar la última pista de la carrera (que es un número telefónico en la que llamando, se le dirá la pista que obtendrá la ubicación en Wat Pho 2, que es el punto final del juego).

La última pareja en llegar será la eliminada.
- Undécimos Eliminados: Mario y Daniel (Padre e Hijo).
- Ganadores del Reality: Jairo y Eliseo (Los Rebuscadores).[2]

## Audiencia
| Registro del Índice de audiencia en Personas | Registro del Índice de audiencia en Personas | Registro del Índice de audiencia en Personas | Registro del Índice de audiencia en Personas      | Registro del Índice de audiencia en Personas | Registro del Índice de audiencia en Personas |
| Semana                                       | Episodio                                     | Fecha                                        | Descripción                                       | Índice de audiencia Personas                 | Posición                                     |
| -------------------------------------------- | -------------------------------------------- | -------------------------------------------- | ------------------------------------------------- | -------------------------------------------- | -------------------------------------------- |
| 1                                            | 1                                            | 12/01/2016                                   | Primer Dragón Dorado                              | 9.1                                          | Cuarto                                       |
| 1                                            | 2                                            | 13/01/2016                                   | Primera Inmunidad                                 | 7.5                                          | Cuarto                                       |
| 1                                            | 3                                            | 14/01/2016                                   | Segunda Inmunidad / Segundo Dragón Dorado         | 7.8                                          | Quinto                                       |
| 1                                            | 4                                            | 15/01/2016                                   | Tercera Inmunidad                                 | 7.1                                          | Quinto                                       |
| 2                                            | 5                                            | 18/01/2016                                   | Primera Eliminación                               | 9.5                                          | Segundo                                      |
| 2                                            | 6                                            | 19/01/2016                                   | Tercer Dragón Dorado                              | 8.4                                          | Tercero                                      |
| 2                                            | 7                                            | 20/01/2016                                   | Cuarta Inmunidad                                  | 8.1                                          | Tercero                                      |
| 2                                            | 8                                            | 21/01/2016                                   | Quinta Inmunidad / Cuarto Dragón Dorado           | 7.9                                          | Tercero                                      |
| 2                                            | 9                                            | 22/01/2016                                   | Sexta Inmunidad                                   | 9.3                                          | Tercero                                      |
| 3                                            | 10                                           | 25/01/2016                                   | Segunda Eliminación                               | 8.9                                          | Tercero                                      |
| 3                                            | 11                                           | 26/01/2016                                   | Quinto Dragón Dorado                              | 7.8                                          | Quinto                                       |
| 3                                            | 12                                           | 27/01/2016                                   | Séptima Inmunidad                                 | 7.5                                          | Cuarto                                       |
| 3                                            | 13                                           | 28/01/2016                                   | Octava Inmunidad / Sexto Dragón Dorado            | 8.6                                          | Cuarto                                       |
| 3                                            | 14                                           | 29/01/2016                                   | Novena Inmunidad                                  | 8.1                                          | Cuarto                                       |
| 4                                            | 15                                           | 1/02/2016                                    | Tercera Eliminación                               | 8.5                                          | Cuarto                                       |
| 4                                            | 16                                           | 2/02/2016                                    | Séptimo Dragón Dorado                             | 8.0                                          | Tercero                                      |
| 4                                            | 17                                           | 3/02/2016                                    | Décima Inmunidad                                  | 7.5                                          | Tercero                                      |
| 4                                            | 18                                           | 4/02/2016                                    | Undécima Inmunidad / Octavo Dragón Dorado         | 7.8                                          | Tercero                                      |
| 4                                            | 19                                           | 5/02/2016                                    | Duodécima Inmunidad                               | 7.1                                          | Cuarto                                       |
| 5                                            | 20                                           | 8/02/2016                                    | Cuarta Eliminación                                | 7.8                                          | Cuarto                                       |
| 5                                            | 21                                           | 9/02/2016                                    | Noveno Dragón Dorado                              | 8.2                                          | Cuarto                                       |
| 5                                            | 22                                           | 10/02/2016                                   | Decimotercera Inmunidad                           | 8.6                                          | Tercero                                      |
| 5                                            | 23                                           | 11/02/2016                                   | Decimocuarta Inmunidad / Décimo Dragón Dorado     | 8.8                                          | Tercero                                      |
| 5                                            | 24                                           | 12/02/2016                                   | Decimoquinta Inmunidad                            | 7.9                                          | Tercero                                      |
| 6                                            | 25                                           | 15/02/2016                                   | Quinta Eliminación                                | 8.5                                          | Tercero                                      |
| 6                                            | 26                                           | 16/02/2016                                   | Undécimo Dragón Dorado                            | 7.7                                          | Cuarto                                       |
| 6                                            | 27                                           | 17/02/2016                                   | Decimosexta Inmunidad                             | 7.5                                          | Sexto                                        |
| 6                                            | 28                                           | 18/02/2016                                   | Decimoséptima Inmunidad / Duodécimo Dragón Dorado | 7.0                                          | Quinto                                       |
| 6                                            | 29                                           | 19/02/2016                                   | Decimoctava Inmunidad                             | 7.5                                          | Tercero                                      |
| 7                                            | 30                                           | 22/02/2016                                   | Sexta Eliminación                                 | 7.8                                          | Tercero                                      |
| 7                                            | 31                                           | 23/02/2016                                   | Decimotercero Dragón Dorado                       | 8.1                                          | Tercero                                      |
| 7                                            | 32                                           | 24/02/2016                                   | Decimonovena Inmunidad                            | 7.6                                          | Cuarto                                       |
| 7                                            | 33                                           | 25/02/2016                                   | Decimocuarto Dragón Dorado                        | 8.0                                          | Tercero                                      |
| 7                                            | 34                                           | 26/02/2016                                   | Vigésima Inmunidad                                | 7.5                                          | Tercero                                      |
| 8                                            | 35                                           | 29/02/2016                                   | Séptima Eliminación                               | 7.4                                          | Tercero                                      |
| 8                                            | 36                                           | 1/03/2016                                    | Decimoquinto Dragón Dorado                        | 7.2                                          | Cuarto                                       |
| 8                                            | 37                                           | 2/03/2016                                    | Dragón Dorado de Intercambio                      | 7.5                                          | Tercero                                      |
| 8                                            | 38                                           | 3/03/2016                                    | Decimosexto Dragón Dorado                         | 7.2                                          | Cuarto                                       |
| 8                                            | 39                                           | 4/03/2016                                    | Vigésima-primera Inmunidad                        | 7.2                                          | Cuarto                                       |
| 9                                            | 40                                           | 7/03/2016                                    | Octava Eliminación                                | 7.5                                          | Tercero                                      |
| 9                                            | 41                                           | 8/03/2016                                    | Decimoséptimo Dragón Dorado                       | 7.0                                          | Cuarto                                       |
| 9                                            | 42                                           | 9/03/2016                                    | Novena Eliminación                                | 8.0                                          | Tercero                                      |
| 9                                            | 43                                           | 10/03/2016                                   | Decimoctavo Dragón Dorado                         | 7.0                                          | Cuarto                                       |
| 9                                            | 44                                           | 11/03/2016                                   | Décima Eliminación                                | 7.8                                          | Segundo                                      |
| 10                                           | 45                                           | 14/03/2016                                   | Final                                             | 9.0                                          | Segundo                                      |

     Episodio más visto
     Episodio menos visto